# Club Atlético Tucumán
El Club Atlético Tucumán, conocido popularmente como Atlético Tucumán (o simplemente Atlético o Tucumán) es un club deportivo argentino fundado en San Miguel de Tucumán, (en la Provincia de Tucumán) el 27 de septiembre de 1902. Tiene como actividad principal el fútbol, donde juega en la Liga Profesional. Además, el club tiene como actividades el fútbol femenino, fútbol sénior, futsal, balonmano, vóley, básquet, natación entre otros.
Hace de local en el Estadio Monumental José Fierro, (conocido en sus comienzos como Grand Stadium) que lleva este nombre en honor a uno de los fundadores, y segundo presidente del club. Fue inaugurado el 21 de mayo de 1922 y está ubicado dentro de la capital de la provincia en las calles 25 de Mayo, Chile, Laprida y Bolivia en el Barrio Villa 9 de Julio, cuenta con una capacidad para 35 200 espectadores. Fue el primer estadio en la provincia de Tucumán y segundo todo el norte argentino, después del de Gimnasia y Tiro de Salta, que tiene la cancha más antigua del país desde 1903 
Fue campeón del Campeonato de Campeones de la República Argentina en el año 1960, siendo el primer título oficial de Primera División la historia del club, además consiguió el Clausura 2004 del Argentino A con Andrés Rebottaro en el mando, un campeonato del Torneo Argentino A en 2008 con Jorge Solari como entrenador tras ganarle la final por penales 4-2 a Racing de Córdoba, tras igualar 3-3 en el global el 15 de junio, y dos campeonatos de la Primera B Nacional en 2008/2009 y en 2015. Es el primer equipo en lograr dos ascensos consecutivos, siendo campeón, a la B Nacional y a Primera.
En 1973 accedió por primera vez al Torneo Nacional de AFA, tras ganar el Torneo Anual 1972 de la Federación Tucumana de Fútbol. También disputó los Nacionales de 1974, 1975, 1976, 1978, 1979, 1980, 1981 y 1984. Se destaca su participación de 1979, donde finalizó tercero, detrás de River Plate y Unión, siendo esta la mejor campaña de un equipo del norte argentino en Primera División. 
El 9 de julio de 1903, en un partido contra Club Atlético Salteño (hoy Gimnasia y Tiro de Salta), se convirtió en el primer equipo del país, en usar la camiseta celeste y blanca a franjas verticales. Durante la década del 50 y 60 Atlético lograría un récord, que sigue vigente en Argentina, siendo campeón anual durante ocho años de manera consecutiva, entre los años 1957 y 1964 de la Liga Tucumana de Fútbol ser el primer y único octocampeón del fútbol argentino.
Es considerado como uno de los equipos más grandes del interior. Además, su hinchada ha logrado un gran reconocimiento a nivel nacional e internacional, siendo denominada, en ocasiones, la mejor del interior.
El 14 de octubre de 2016 obtuvo la clasificación para la Conmebol Libertadores 2017, convirtiéndose en el primer y único equipo de su provincia y del norte argentino en participar oficialmente de una competencia internacional de la Conmebol. En total, el club cuenta con cinco participaciones a nivel internacional (tres por Libertadores y dos por Sudamericana).
Su debut a nivel internacional se dio el 31 de enero de 2017, cuando en su estadio igualó 2 a 2 contra El Nacional de Ecuador siendo un hecho histórico para el club. El 18 de septiembre de 2018, el Decano se convirtió en el primer equipo indirectamente afiliado a la AFA en jugar los cuartos de final de la Conmebol Libertadores, hecho que se dio el 28 de agosto cuando logró pasar a dicha instancia. Además, en ese año fue subcampeón de la Copa Argentina cayendo por 2-1 frente a River.
El 1 de octubre de 2018 logró posicionarse en el puesto 17 en el ranking de clubes de la IFFHS quedando quinto entre los clubes argentinos, solo por debajo de cuatro de los cinco grandes, además de ser su mejor ubicación. También, ocupa el puesto 59 en el ranking de clubes de la Conmebol y el puesto 84 de la tabla histórica de la Libertadores.
En cuanto a la Primera División, se encuentra ubicado en la 32.ª posición de la clasificación histórica, con 420 puntos producto de 123 triunfos, 105 empates, y 124 derrotas en 352 partidos disputados.
Su clásico rival tradicional es San Martín, con quien disputa el Clásico tucumano, el cual es reconocido como uno de los más convocantes, pasionales e importantes del país y que lleva jugados 284 ediciones con ventaja de seis partidos para Atlético.  El primer clásico entre ambos se dio el 28 de mayo de 1911 con triunfo para el decano por 2 a 0.

## Historia

### Fundación y primeros pasos (1902)
El 27 de septiembre de 1902 nacía una de las instituciones más grandes y trascendente del Noroeste Argentino. En una vieja casona de calle Rivadavia al 139 en pleno centro de San Miguel de Tucumán, un grupo de hombres ilustres (algunos ingleses y otros tucumanos) firmaron el Acta de fundación, entre ellos: Agenor Albornoz (quién fue nombrado primer presidente), Cecil Hill (vicepresidente), José Fierro (Secretario), Tomás Barber (Prosecretario), Manuel Pérez (Tesorero), Percy Hill, J.A. Beaumont y Claude Hill (vocales), entre otros decidieron crear el Club Atlético Tucumán al grito de ARRIBA LOS CORAZONES!!!
Los primeros años fueron muy difíciles, lo que hizo que Atlético estuviera al borde de desaparecer, pero la perseverancia y el esfuerzo de ese grupo hicieron que el club saliera adelante.

### Primer Partido del Club y primera camiseta albiceleste de un equipo de Argentina
El 9 de julio de 1903 es la fecha documentada del primer partido de la institución, en el Gimnasio Escolar (luego renombrado Gimnasio 24 de Septiembre) frente al Club Atlético Salteño ( hoy Gimnasia y Tiro de Salta) con triunfo de los tucumanos por 3 a 1. En aquella ocasión Atlético utilizó una camiseta blanca y sobre ella unos bastones celestes emulando los colores de la Bandera de la Argentina. Esos serían desde ese momento los colores oficiales, convirtiéndose Atlético Tucumán en el primer club en la Argentina en utilizar la camiseta albicelestes a rayas verticales junto con Gimnasia y Tiro de Salta que también fogueaba los mismos colores. 
Por su parte, la selección argentina disputó su primer encuentro oficial contra Uruguay el 16 de mayo de 1901. Pero en aquel primer enfrentamiento, la Selección Argentina jugó con camisa celeste, pantalones blancos y medias negras y no utilizaría los colores nacionales hasta años después.

### Inicios, primeros títulos y primer clásico (1911-1920)

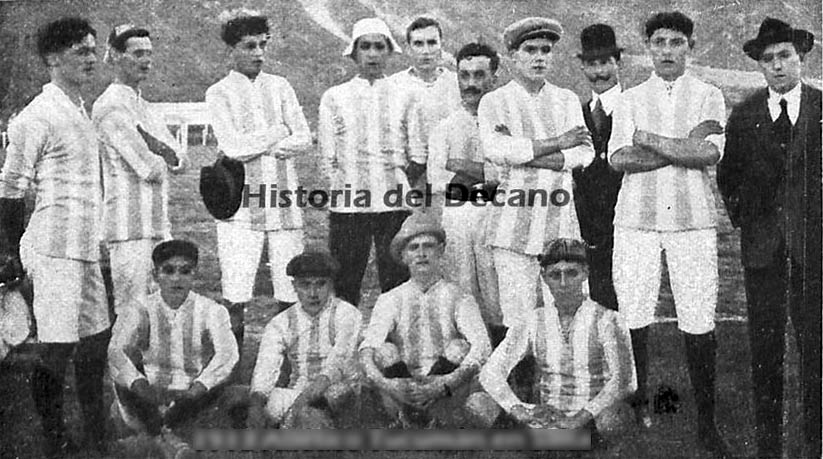
Equipo decano, durante un partido en la ciudad de Salta en el año 1913.

En 1911, el club lograría la Liga de Clubes de Football siendo su primer título a nivel provincial. Además, el 28 de mayo de ese mismo año se jugaría el primer clásico tucumano siendo victoria 2-0 de El decano sobre San Martín, y se daría la mayor goleada en la historia de los clásicos, cuando el 8 de junio Atlético se impuso por 10-0 contra su clásico rival.

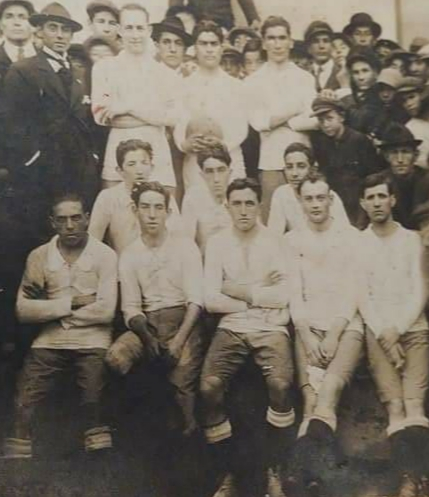
Formación de Atlético en 1919.

Pasaron los años y el club comenzó a alzarse con la gloria, en la mayoría de las copas en juego de aquellos años, la más importante fue la Copa Centenario obtenida tras vencer a San Martín en la final. En 1918 logra el campeonato de la desaparecida Unión Tucumana de Fútbol, que en 1919 se transformaría en la Federación Tucumana de Fútbol. También, se consagraría tres veces campeón de la Liga Tucumana de Football, en 1915, 1916 y 1917.

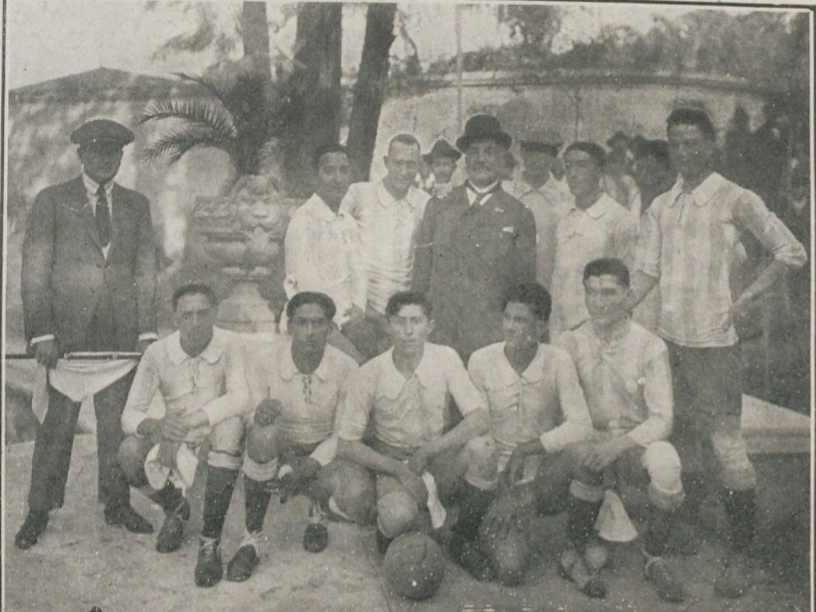
Formación de Atlético Tucumán en 1920, junto al presidente José Fierro.

### Primer partido en su estadio
El domingo 21 de mayo de 1922, bajo la presidencia de Isauro Silva, Atlético Tucumán inaugura su estadio en el flamante predio ubicado entre las calles 25 de mayo, Chile, Laprida y Bolivia a la que se agregaba la manzana hasta calle Rivadavia.
El Estadio (hoy denominado Monumental José Fierro), originalmente fue denominado Gran Stadium ya que por sus características era el más grande de la región.
Para la ocasión recibió a Racing de Avellaneda empatando 1 a 1 en partido amistoso ante la presencia de una multitud.

### Décadas de 1920 a 1940

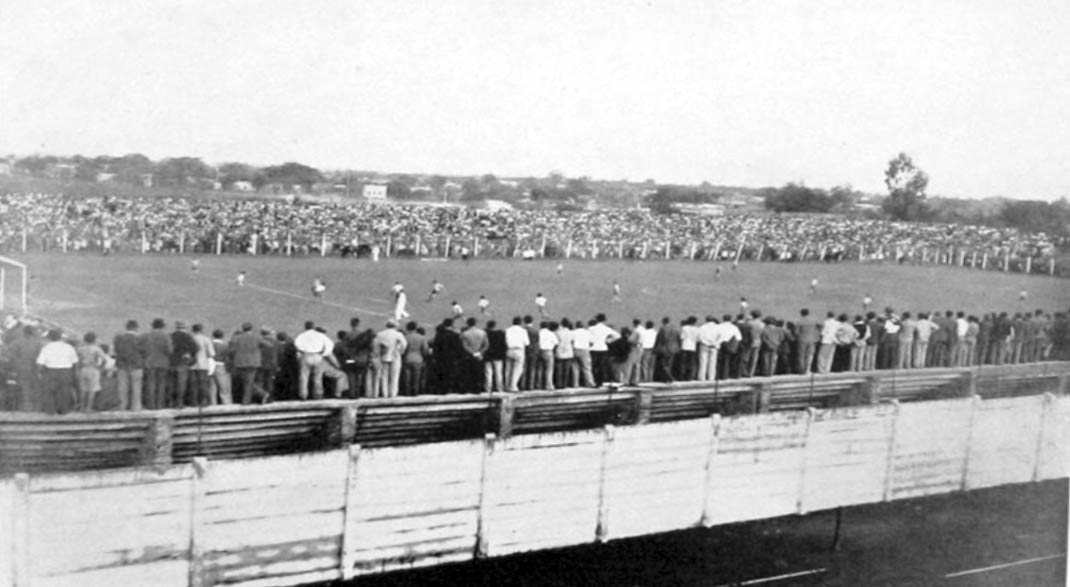
El Grand Stadium, durante un partido de la Federación Tucumana en 1934.

Entre las décadas de 1920, 1930 y 1940 se dieron grandes cantidades logros deportivos, donde lograría 18 títulos de la Federación Tucumana de Fútbol, o como la exitosa e inédita gira por Bolivia y Perú durante dos meses a fines de 1929, la consolidación institucional, construcción de canchas de tenis, pileta de natación y otras dependencias en el predio adyacente al estadio además del nacimiento de figuras que pasearon por clubes del país, del exterior y en la selección nacional entre ellos: Donato Penella, Leónidas Val Gelderen y Carlos Martínez.

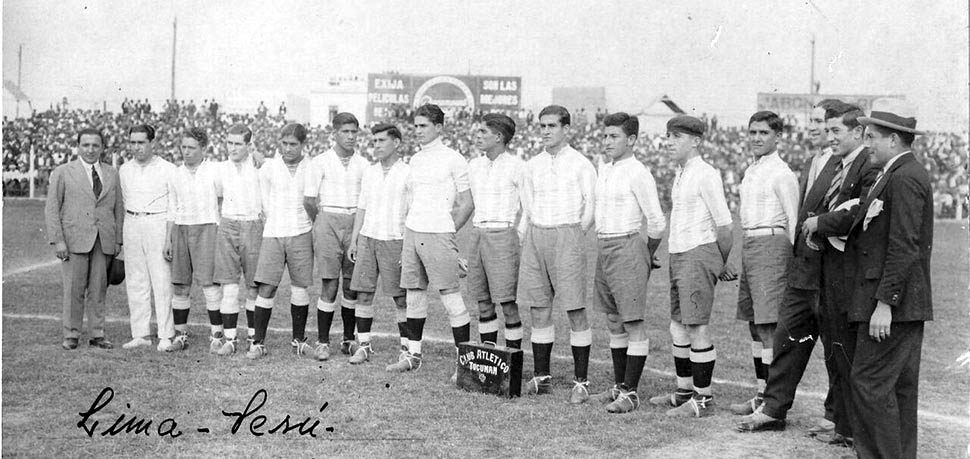
Equipo de Atlético, durante un partido de la gira por Perú en 1929.

A fines de la década del 40 aparece uno de los jugadores más exquisitos que vistió la camiseta de Atlético, Juan Armando Benavídez Rodríguez, "el patón" o "el doctor del fútbol" como la bautizó en aquellas épocas la revista El Gráfico.

### Década del 50

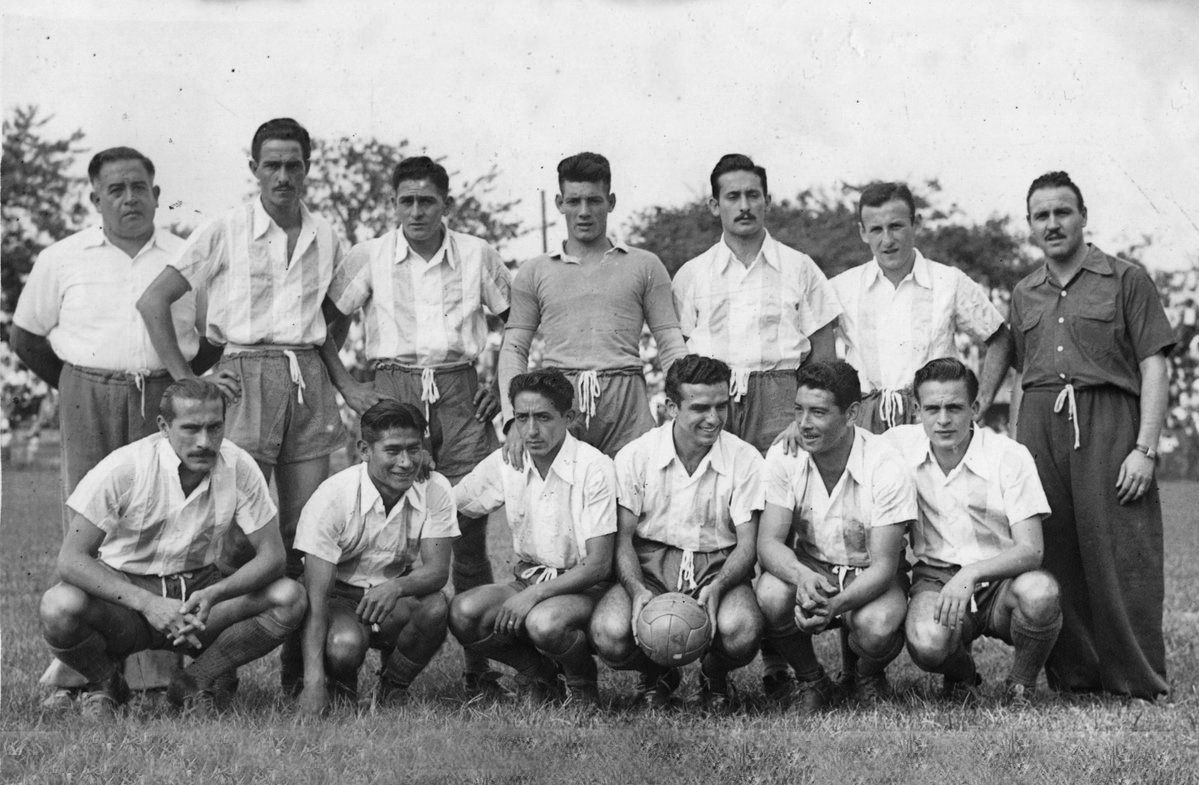
Formación de Atlético en 1952. Parados de izquierda a derecha: Lucca, Moya, Senés, Fochi, Cobo y Nieto; agachados: Ale, Contreras, Urueña, Ferré, "Maestro" Villalba y Figueroa.

En la década del 50 comenzó una serie inigualable de títulos y que hoy sigue siendo récord en el fútbol Argentino. Atlético Tucumán fue campeón anual en forma consecutiva entre los años 1957 y 1964. Convirtiéndose en el máximo ganador de un campeonato mayor de liga a nivel nacional.

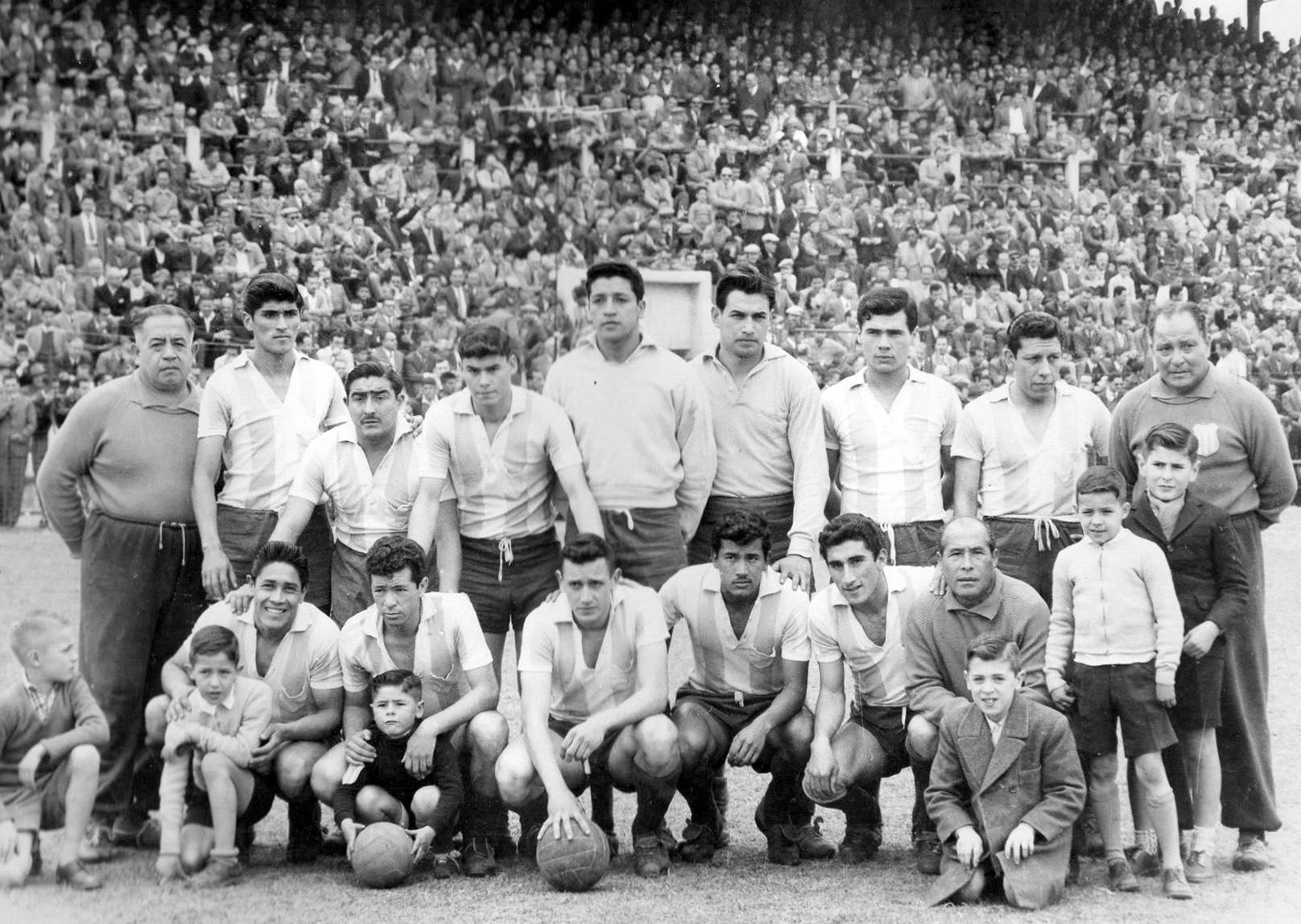
Formación del decano en 1959, en el Monumental José Fierro.

### Década del 60

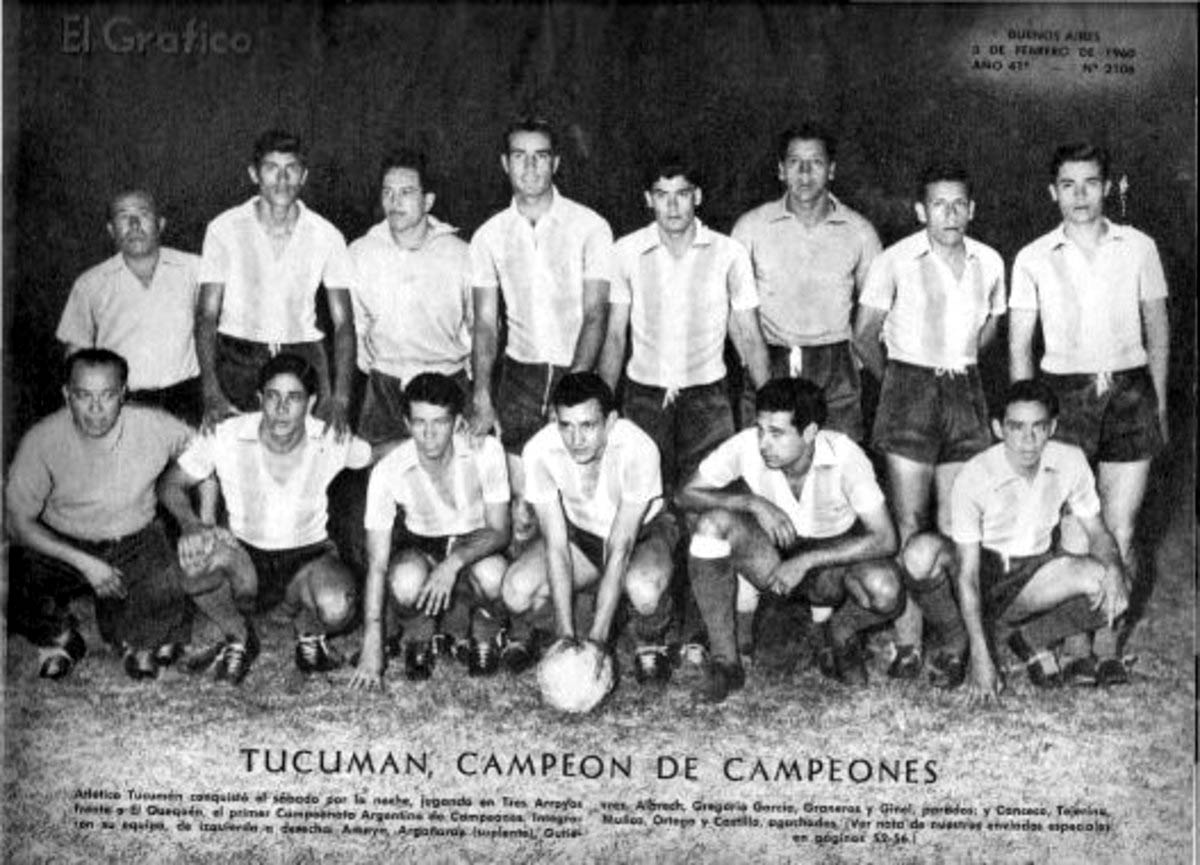
"TUCUMAN, CAMPEON DE CAMPEONES", tapa de la revista El Gráfico.

Pero la década del '60 no pudo comenzar mejor. El 30 de enero de 1960, Atlético Tucumán logra el éxito más grande de su historia, dirigidos por el Gran Don Roberto Santillán, se consagra campeón Argentino del Campeonato de Campeones de la República Argentina. Luego de una gran campaña donde en su primer encuentro se vio favorecido por la dimisión de su rival, el Club Gorriti de Jujuy, jugaría su segundo encuentro bajo una lluvia de goles derrotando 4 a 3 al Club Los Andes (San Juan) y le seguirían dos triunfos con igual marcador en 2 a 1 sobre Argentino (M) y Sportivo Belgrano (Cba) respectivamente. Apenas 3 días después de las semifinales, y atravesando el país, Atlético derrota en la ciudad de Tres Arroyos al club El Quequén, habiendo empatado en 1 tanto en tiempo reglamentario y suplementario, 5 a 3 por penales. Aquel gran equipo estaba integrado por: Gregorio García, José Gutiérrez y Hugo Ginel, Jorge Amaya, Antonio Rosalino Graneros, Rafael Albrecht, Antonio Tejerina, Martín Canseco, Héctor Ortega, Miguel Muñoz, Ibarra Castillo, Ayunta y Juan Mario Fernández. Cuentan las crónicas y el material fotográfico que los festejos fueron algo inédito para la época, estimándose alrededor de unas 100.000 personas en las calles para recibir al Campeón Argentino.

### Década del 70
"Los decanos" en 1973 luego de haberse consagrado campeón anual el año anterior, conducido por Manuel Giúdice, juegan su primer Nacional realizando una muy buena campaña. En 1975 dirigido por Eulogio Urriolabeitia y en 1979 por Rogelio Domínguez, siendo la mejor actuación de Atlético en torneo de Primera División de AFA, llegando a las semifinales, siendo eliminado por Unión de Santa Fe, en partidos de ida y vuelta. Esa fue la mejor actuación que un equipo tucumano ha logrado en los torneos de 1.ª división, terminando en tercer lugar, detrás del campeón River Plate y Unión de Santa Fe.

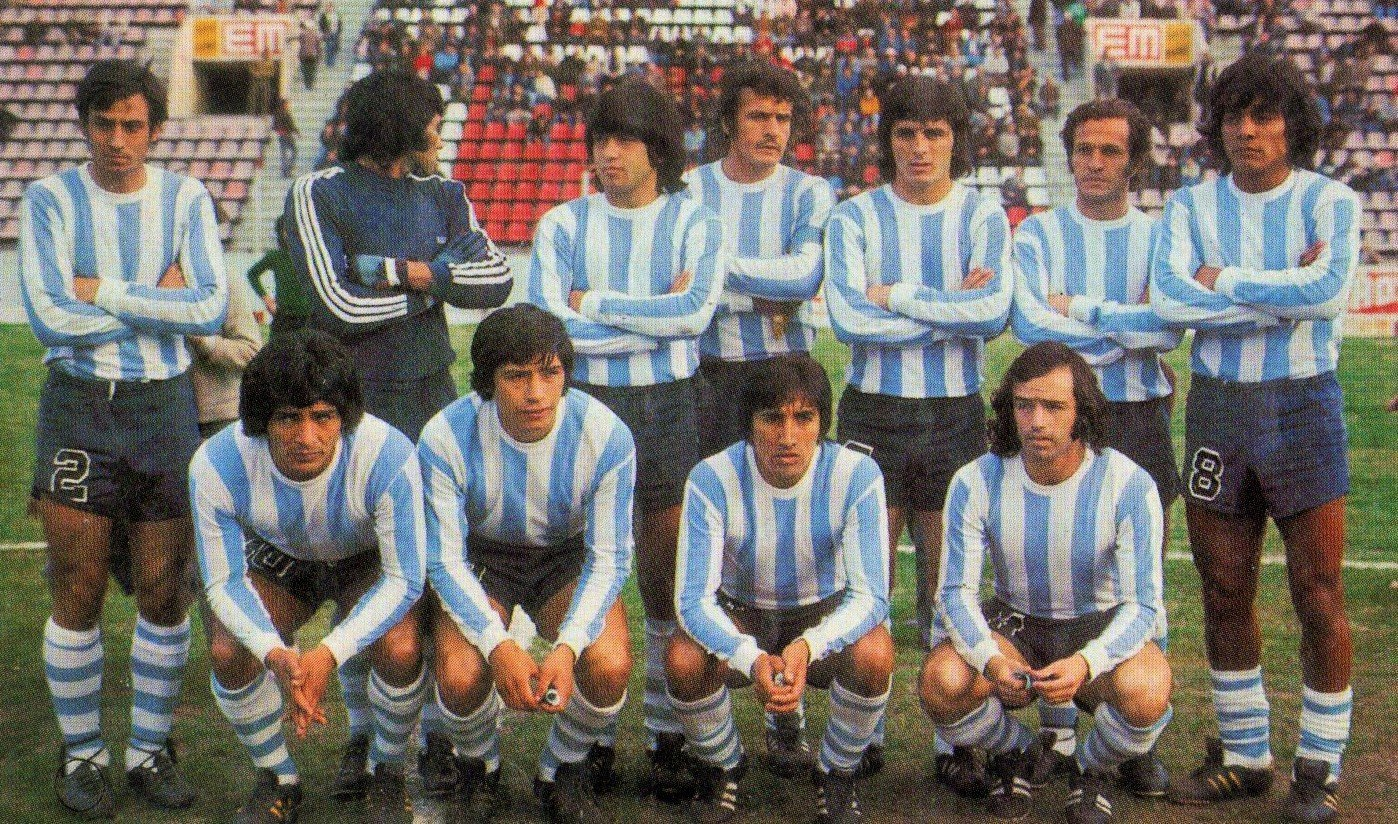
Formación de Atlético Tucumán en 1973.

Por aquellos años surgieron varias figuras que se destacaron en el orden Nacional e internacional como: Juan Francisco "Kila" Castro, Armando Ignacio Quinteros, Raúl Francisco Agüero, Orlando "lito" Espeche, entre otros. Pero entre 1974 y 1976 Atlético Tucumán se dio el gusto de tener en sus filas a una de las grandes figuras del fútbol Argentino, Ricardo Julio Villa, quién se transformó en uno de los ídolos máximos de "los decanos" y su pase a principios de 1977 a Racing fue récord para el fútbol Argentino por esos años.

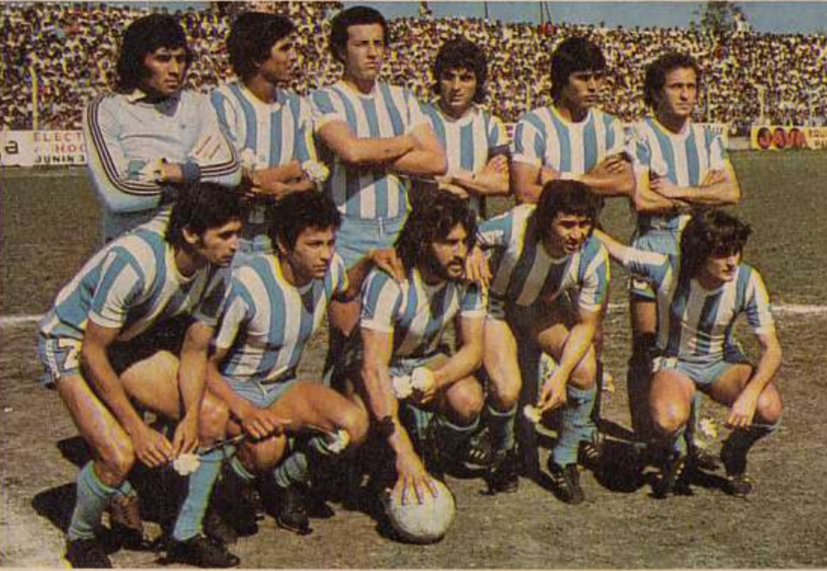
Formación de Atlético Tucumán en 1975.

#### La gran campaña de Torneo Nacional 1979
El comienzo fue a todas luces: triunfo como local contra Independiente Rivadavia de Mendoza. Así en ese primer domingo de septiembre de 1979, el equipo salió a la cancha con la siguiente alineación: Francisco Antonio Ruiz, Jesús Roberto Medina, Millicay, Urchevik y José Félix Bulacio, Juan Francisco Castro, Valoy y Palomba; Luis Ricardo Barrientos, Mecca y Juan Carlos Leguizamón. A su vez el rival alineó a estos once: Reggí; Mémoli, Pralong, José Carrizo y Pedernera; Héctor Alfredo Suárez, Ramón Cabrero y Carrió; José Alberto Funes, D’Giano y Carlos Horacio Quiroga, siendo su DT Enrique Fernández. El decano se impuso por 2 a 0 con goles de Palomba y Gómez.
Tres empates en las siguientes fechas, mantuvieron al equipo en una posición expectante en aquella zona “C” del Nacional. Hasta que en la quinta fecha, derrota a Colón de Santa Fe por 3 a 1. Pero ese resultado deportivo no sería tan sorprendente como el de la siguiente jornada, cuando el domingo 7 de octubre de 1979, derrota a Argentinos Juniors, que tenía entre sus filas a Maradona, quien acababa de consagrarse campeón mundial juvenil en Japón, en la cancha de Atlanta. El acontecimiento quedó registrado en la Revista “El Gráfico”, que titulaba “LA CLASE LA DICTA EL “DECANO””.
Una nueva derrota, esta vez frente a Independiente Rivadavia, marcaba el inicio de la segunda rueda del Torneo. El arquero Reggi se convertía en la figura de la cancha. Aquella tarde del domingo 28 de octubre de 1979, el decano derrotó por 3 a 1 a Altos Hornos Zapla.
El decano perdió frente a All Boys por 1 a 0 por la fecha 10. En la jornada siguiente, recibió a Racing.
El 2 de diciembre de 1979 se jugó un nuevo clásico, esta vez como local, empatando 2 a 2.
Por diferencia de gol el equipo se ubicó (con mismos puntos) en segundo lugar que la Academia. Y en consecuencia, ya por los cuartos de final debía recibir al líder de la zona D, Instituto.
Se jugó el primer partido en Córdoba el 5 de diciembre. En 21 minutos Atlético ganaba 2 a 1 y manejaba el partido. Instituto lo empató a los 90 minutos.
Así Atlético se metió en las semifinales de aquel Torneo Nacional, quedando eliminando por Unión de Santa Fe, (2 a 0 la ida para el decano) y mismo resultado en la vuelta para los santafesinos. Los otros clasificados eran River –que se quedaría con el título- y Rosario Central). En la década del 80, surge una camada de grandes jugadores jóvenes que sería la base del gran equipo que logró el ascenso al Nacional B en 1987. Entre ellos se destacan notablemente uno de los grandes goleadores de Atlético, Julio Antonio Barreto, a quién la hinchada de Atlético amaba por su fibra, personalidad y goles. En 1983 aparece la figura rutilante de otro gran goleador que formaría junto a Barreto una dupla temible en la delantera, Luis Carlos Reartez, "el correcaminos" como cariñosamente lo apodaban, el gran goleador de los clásicos con 9 goles oficiales a San Martín entre 1983 y 1987 y el tercer goleador histórico del "decano".

### Década del 80
Ya en la década del 80, surge una camada de grandes jugadores jóvenes que sería la base del gran equipo que logró el ascenso al Nacional B en 1987. Entre ellos se destaca notablemente uno de los grandes goleadores de Atlético, Julio Antonio Barreto, a quien la hinchada de Atlético amaba por su fibra, personalidad y goles. En 1983 aparece la figura rutilante de otro gran goleador que formaría junto a Barreto una dupla temible en la delantera, Luis Carlos Reartez, el gran goleador de los clásicos con 9 goles oficiales a San Martín entre 1983 y 1987 y el tercer goleador histórico del "decano". En 1986 dirigidos por don Luis Sosa, luego de la reestructuración del fútbol Argentino, Atlético Tucumán logra el campeonato anual de la Liga Tucumana de Fútbol y en el primer semestre de 1987, se consagra campeón del torneo del interior y logra el ansiado ascenso al Nacional B. En aquel equipo capitaneado por Luis Reartez brillaban con luz propia jugadores surgidos de las inferiores como, Raúl Aredes, Fabián García, Antonio Apud, Miguel Diamante, etc.

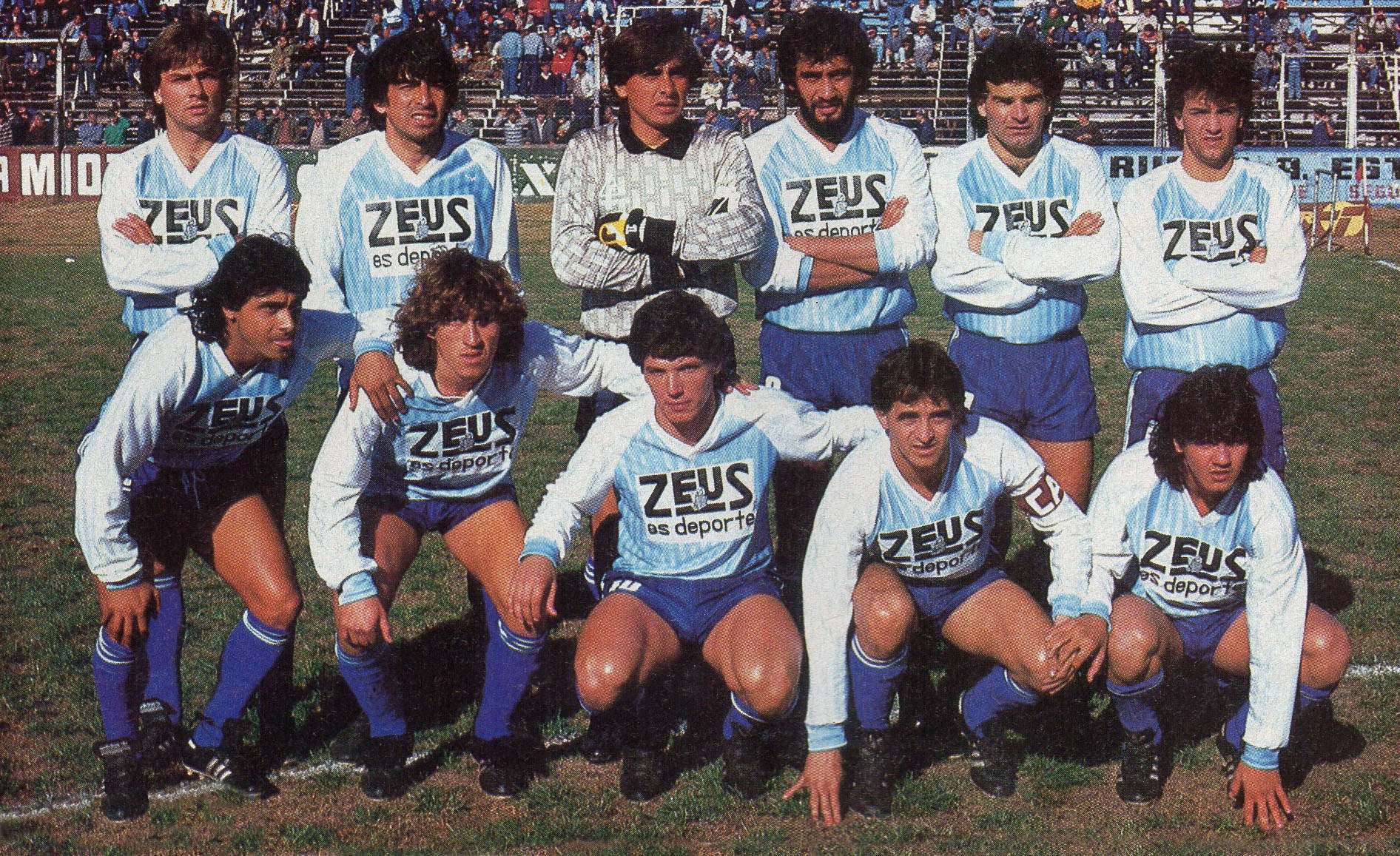
Formación de Atlético en 1987.

### Década de 1990
El Nacional B deparó muchas campañas mediocres y otras muy buenas, se destacan tres equipos que estuvieron cerca del ascenso a primera división, como el equipo que dirigía Juan Manuel Guerra que obtuvo el subcampeonato en la temporada 90/91 con figuras de la talla de Walter Jiménez, Alfredo Zelaya, José "mono" Campos, Francisco Pacheco, entre otros.
El equipo de la temporada 95/96 dirigido técnicamente por Jorge Higuaín primero y luego por Ricardo Julio Villa que llegó hasta semifinales del torneo. En ese plantel estaban Esteban Pogany, Gustavo Córdoba, Jorge Jerez, Fernando Moner, Juan Amador Sánchez, Jorge Acuña, Cristian Favre, Fabio Lenguita, Alfredo Graciani, Alejandro Kenig y José Zelaya.
O el equipo dirigido por Humberto Zuccarelli de la temporada 1998/ 99 que llegó también a semifinales y donde brillaban Adrián Czornomaz, Mauro Amato, Carlos Ibáñez y Raúl Aredes. Otro gran goleador que vistió la casaca "decana" fue Mario Álvarez, goleador absoluto de Atlético Tucumán en el Nacional B con 40 goles en 61 partidos.

### Década del 2000

#### Primer descenso (2002)
En el año 2002 tras varias campañas desafortunadas, Atlético Tucumán desciende pasando a jugar el torneo Argentino A, donde jugó 5 temporadas hasta el año 2008 retornando así al torneo Nacional B.

#### Temporadas en el Torneo Argentino A (2002-2008)
Cuando en el año 2002, Atlético Tucumán descendió para jugar el Argentino "A", muy pocos imaginaron que le costaría tanto dejar la categoría.
El duro torneo
Atlético permaneció 2106 días en el Argentino "A", donde disputó 188 partidos, ganó 98, empató 38, perdió 52 (se incluyen los dos partidos de la promoción en el 2004). El Consejo Federal le dio por perdido un partido en un escritorio (con Talleres de Perico del Apertura 2006 en el Monumental por invasión de público al campo de juego).
De los 188 partidos 24 enfrentamientos fueron frente a Talleres de Perico, 20 con La Florida, 14 partidos ante Ñuñorco e igual número ante Gimnasia y Tiro de Salta, 12 veces con Gral Paz Juniors de Córdoba, llegando a enfrentarse con el club cordobés 8 veces en la misma temporada 2003/2004.
Atlético Tucumán enfrentó en el 45 % de los partidos disputados en estos casi 6 años, a solo 5 rivales.
- Partidos por temporada

Este es el detalle de la cantidad de partidos disputados en las temporadas en el torneo Argentino:
Temporada 2002-03: 24 partidos disputados.
Temporada 2003-04: 32 partidos diputados.
Temporada 2004-05: 36 partidos disputados.
Temporada 2005-06:u 26 partidos disputados.
Temporada 2006-07: 30 partidos disputados.
Temporada 2007-08: 40 partidos disputados.
E.T.C
Atlético Tucumán logró el 58 % de los puntos en disputa en su campaña en el Argentino "A".
* Los jugadores
Son 3 los jugadores que superaron la barrera de los 100 partidos jugados con la camiseta de Atlético Tucumán, ellos son Héctor López, Fabián Lazarte y Marcelo Zerrizuela. El que más presencias tuvo fue Héctor López en 119 partidos (quién es el único jugador que integró todos los planteles que disputaron el Argentino "A"), seguido por Fabián Lazarte con 106 y Marcelo Zerrizuela con 103 cotejos jugados. Los tres jugadores mencionados ingresaron al grupo selecto de 55 jugadores que en los últimos 50 años en la historia del club vistieron la camiseta de Atlético Tucumán más de 100 partidos. Del plantel campeón el jugador con más presencias es César Montiglio con 66 presencias en 4 temporadas jugadas, seguido por Claudio Sarría con 63 y Martín Martos con 58 presencias, ambos en dos temporadas jugadas en "el decano". El arquero que más partidos ocupó el arco de Atlético fue Andrés Jemio con 40 partidos jugados.
- Goleadores

Marcelo Zerrizuela es el gran goleador de Atlético Tucumán en el Argentino "A" con 49 tantos conseguidos a lo largo de 5 temporadas, Fernando Robles es el escolta con 33 tantos anotados en 4 temporadas y con 32 goles el capitán del plantel campeón Claudio Sarría, con dos temporadas con la camiseta "decana". El defensor más goleador fue Federico Martorell con 7 goles, sobre 54 partidos jugados. El mejor promedio de goles por partido fue para Héctor "Yaya" Álvarez con 0,72 por partido. Atlético marcó 324 goles en las 6 temporadas en el Argentino "A", los primeros 6 goleadores del Argentino"A" son los siguientes:
Marcelo Zerrizuela - 49 goles - 103 partidos jugados.
Fernando Robles - 33 goles - 68 partidos jugados.

#### Campeón Torneo Argentino A 2007-08 y vuelta a la B Nacional
Después de 6 años en la tercera categoría del fútbol argentino, en la temporada 2007-2008 y con la conducción de Jorge Solari se conforma un gran plantel que cumple una notable campaña. Le permitió obtener el título de campeón argentino en una peleada definición por penales frente a Racing de Córdoba. En la final disputada en Córdoba el 11 de junio de 2008 fue derrotado en la ida por el equipo cordobés, por 2 a 1, pero en el partido de vuelta se impuso por el mismo marcador, por lo que su suerte se decidió por penales, triunfando Atlético por 4 a 2. Este resultado lo hizo retornar nuevamente al Primera B Nacional de AFA. En el gran plantel que logró el tan ansiado ascenso, se destacaron las presencias de Claudio Sarría, Luis Miguel Rodríguez, Pablo Hernández, Ezequiel Luna, Héctor Álvarez, César Montiglio, Sebastián Longo, Martín Granero, Diego Erroz y Lucas Ischuk, autor del último y heroico penal que le dio el campeonato y ascenso al Decano. Números de la campaña del decano en su consagración en la Temporada 2007/08 del Torneo Argentino A

#### Campeón de la Primera B Nacional 2008-09
Después de la obtención del torneo argentino Atlético mantuvo la base para participar de la B Nacional. Ante la negativa de Jorge Solari de continuar dirigiendo al equipo, se contrató un técnico de mucha experiencia en la divisional y con un par de ascensos en sus espaldas como lo era Héctor Rivoira. Se incorporaron jugadores de experiencia como Javier Páez, Juan Manuel Azconzábal, Diego Reynoso, Josemir Lujambio, Juan Pablo Pereyra, Nicolás Castro, Esteban Dei Rossi quienes sumados a los que habían quedado del campeonato pasado más la llegada de algunos nuevos con hambre de gloria como Damián Musto, Leopoldo Gutiérrez y Nicolás Dematei conformaron un plantel homogéneo que se hizo fuerte en la última parte de la primera rueda y en toda la segunda donde llegó a estar 16 partidos invictos de los cuales ganó 12. En esta temporada Atlético logra el ascenso a Primera División luego de ganarle a Talleres 4 a 1 faltando dos fechas para el final del campeonato. Coronaria una campaña única en la que tuvo al goleador del campeonato Luis Miguel Rodríguez y la valla menos vencida de Lucas Ischuk compartida con el arquero de Chacarita Juniors que fue segundo ese campeonato. De esta manera Atlético lograba ser el primer equipo en coronarse campeón de la Primera B Nacional habiendo ascendido desde una división anterior ese mismo año.

#### El regreso a Primera División (2009-2010)
Para el torneo de la Primera División, donde la institución jugaba su primera temporada en desde la reestructuración de los torneos de AFA en 1986 Atlético Tucumán mantuvo la base del equipo campeón y se reforzó con jugadores de experiencia como Deivis Barone, Matías Villavicencio, Raúl Saavedra y apostaría por promesas como Emmanuel Gigliotti, Fabio Escobar, Matías Escobar, David Drocco, entre otros. Comenzó su camino en Primera en el Nuevo Gasómetro contra San Lorenzo, donde cayó por 3 a 1 con un arbitraje polémico de Cristian Faraoni, luego debutó en condición de local contra Independiente y perdería por 4 a 2 con otro arbitraje dudoso del juez Diego Abal después venció a Huracán en condición de visitante y a Boca Juniors como local por la misma diferencia de 2-0. El problema con los arbitrajes llegó a ser noticia nacional ya que fue perjudicado en los partidos contra Banfield, Estudiantes y Vélez, con todo lo sucedido y el clima que se vivió en la provincia después de caer derrotado por 4-0 contra Racing marcó la salida del técnico Héctor Rivoira dejando 7 partidos perdidos, 3 empatados y 2 ganados. Llegó al club Osvaldo Sosa después de la victoria ante Tigre por 4-2 con técnicos interinos para ir a enfrentar a River Plate en Buenos Aires donde cayó por 3-1. A pesar del mal comienzo Atlético terminó la primera rueda fuera de la zona de descenso venciendo en el último partido a Gimnasia La Plata por 1-0. Luego de la salida de Chiche Sosa llegó al club Mario Gómez El último partido en Primera División fue contra Gimnasia La Plata donde empató 3 a 3. Había descendido a la B Nacional luego de empatar 2 a 2 contra Rosario Central.

### Década del 2010

#### Vuelta a la B Nacional (Temporada 2010-2011)
El regreso a la segunda categoría fue irregular, acumulando mayormente triunfos y derrotas. Sin embargo, terminaría el año 2010 como puntero del torneo. Aunque para la segunda parte del torneo en 2011 la suerte no fue la misma: arrancó el año con varios partidos sin ganar y al término del campeonato finalizó en la 9.ª posición. El hecho destacado fue el triunfo en el clásico ante San Martín, por 1 a 0.

#### Primera B Nacional 2011-12
Esta temporada fue la de peor desempeño para Atlético, ya que terminó en la 15.ª posición, muy lejos del ascenso y cerca de la zona roja. Como hecho destacado obtuvo un gran triunfo ante River en el Monumental por 2-0.

#### 2012/2013
En este campeonato Atlético volvería a tener una destacada actuación, sin embargo nuevamente no pudo pelear por el ascenso.

#### 2013/2014
En la 2013/2014 tuvo su mejor actuación desde su vuelta a la B Nacional.

#### Campeón de la Primera B Nacional 2015
| El plantel            | El plantel | El plantel | El plantel |
| Jugador               | Posición   | PJ         | Goles      |
| --------------------- | ---------- | ---------- | ---------- |
| Cristian Lucchetti    | ARQ        | 41         | 0          |
| Josué Ayala           | ARQ        | 1          | 0          |
| Franco Pizzicanella   | ARQ        | 0          | 0          |
| Bruno Bianchi         | DEF        | 39         | 1          |
| Franco Sbuttoni       | DEF        | 33         | 1          |
| Rodrigo Mieres        | DEF        | 15         | 1          |
| Nicolás Romat         | DEF        | 36         | 1          |
| Fernando Evangelista  | DEF        | 15         | 0          |
| Pablo Cáceres         | DEF        | 30         | 0          |
| Guillermo Acosta      | MED        | 39         | 8          |
| Albano Becica         | MED        | 6          | 0          |
| Emiliano Cuevas       | MED        | 0          | 0          |
| Pablo Garnier         | MED        | 23         | 0          |
| Francisco Grahl       | MED        | 18         | 1          |
| Gastón Iturrieta      | MED        | 1          | 0          |
| Miguel Julio          | MED        | 17         | 0          |
| Sebastián Longo       | MED        | 6          | 0          |
| Jorge Emanuel Molina  | MED        | 32         | 8          |
| Franco Quiroga        | MED        | 31         | 1          |
| David Valdéz          | MED        | 14         | 0          |
| Leandro Díaz          | DEL        | 17         | 5          |
| Alejo Distaulo        | DEL        | 5          | 0          |
| Leandro González      | DEL        | 39         | 8          |
| Juan Martín Imbert    | DEL        | 27         | 1          |
| Sebastián Matos       | DEL        | 17         | 1          |
| Cristian Menéndez     | DEL        | 39         | 10         |
| Gonzalo Ontivero      | DEL        | 3          | 0          |
| Luis Miguel Rodríguez | DEL        | 32         | 17         |

Luego de perder uno de los diez ascensos a Primera División durante el Torneo de Transición 2014 a manos de Huracán, Atlético inició el torneo de la B Nacional 2015 venciendo como visitante a Gimnasia de Mendoza. Antes de volver a la victoria en la cuarta fecha ante Villa Dálmine obtendría dos empates ante Central Córdoba de Santiago y Ferro respectivamente. El equipo dirigido por Juan Manuel Azconzábal perdería el invicto en la octava fecha en la derrota ante Santamarina de Tandil pero esto no detendría el buen momento del equipo, que conseguiría mantener inmediatamente otro invicto de 7 fechas derrotando a Chacarita, Independiente Rivadavia de Mendoza, Juventud Unida (G) y Douglas Haig de Pergamino antes de caer como visitante ante Gimnasia de Jujuy. Una serie de empates y una derrota a manos de Los Andes hacían que el equipo llegara a la mitad del campeonato con 36 puntos (9 victorias, 9 empates y 3 derrotas) solo por debajo de Santamarina y Patronato. La segunda rueda empezaría con una victoria sobre Gimnasia de Mendoza y una derrota ante Central Córdoba de Santiago por 3 a 2, luego de ir ganando 2 a 0. Conseguiría inmediatamente 3 victorias consecutivas ante Ferro, Villa Dálmine y Atlético Paraná y un empate con Guillermo Brown de Puerto Madryn antes de caer con Instituto de Córdoba por 1 a 0. Esta sería la última derrota del conjunto decano en el campeonato, consiguiendo 10 victorias en los próximos 12 encuentros y llegando a la penúltima fecha peleando el torneo con Patronato. El empate del Patrón con Juventud Unida (G) le daban al decano la chance de conquistar esa misma noche de noviembre el Campeonato y conseguir el tan ansiado ascenso a Primera División y lo consiguió con un contundente 5 a 0 sobre Los Andes. De esta forma, con Luis Miguel Rodríguez como goleador del equipo y jugadores fundamentales que demostraron su amor por la institución como Cristian Menéndez, Leandro González y Cristian Lucchetti, Atlético lograba así el regreso a la máxima categoría del fútbol argentino.

#### Vuelta a la Primera División de Argentina (2016)
Atlético, para la temporada 2016 arrancaría ganándole a 2 de los grandes del fútbol argentino: Racing (2-1) y Boca (1-0 en La Bombonera). Luego lograría otro triunfo, esta vez ante Unión, llegaría su primera derrota ante quien sería el campeón del Torneo de Transición Lanús. Al final del torneo Atlético terminaría en la 5.º, y 3.º en su zona, con 30 puntos al cabo de 9 triunfos, 3 empates y 4 derrotas permitiéndole jugar la Conmebol Libertadores 2017.

#### Temporada 2016/2017
Atlético comenzó el Torneo 2016/2017 con un triunfo ante Atlético Rafaela, pero su andar en el campeonato no sería del todo bueno, acabó en el puesto 21.º con 33 puntos gracias a 8 triunfos, 9 empates y 13 derrotas.

#### Temporada 2017/2018
La Superliga 2017/2018 nuevamente tendría como protagonista al Decano, pero al finalizar el campeonato Atlético terminaría en la 15.ª posición sumando 36 puntos tras 8 triunfos, 12 empates y 7 derrotas.

#### Temporada 2018/2019
En la segunda temporada de la Superliga el Decano alcanzaría la 5.ª posición, arrancando de muy buena manera la primera rueda, y cayéndose en la segunda parte. En el torneo sumó 42 puntos tras 12 triunfos, 6 empates y 7 derrotas.

#### Temporada 2019/2020
El Deca tuvo un arranque para el olvido en la Superliga 2019/2020 perdiendo sus primeros partidos, ante Rosario Central y Central Córdoba. El primer triunfo llegaría en la tercera fecha ante Godoy Cruz. Finalizaría el torneo en la decimoquinta posición con 29 puntos tras 7 triunfos, 8 empates y 8 derrotas.

#### Copa Diego Armando Maradona 2020
En la Copa Diego Armando Maradona 2020 ocupó el Grupo A, junto a Racing, Unión y Arsenal. Finalizó primero en su grupo, consiguiendo las 6 victorias ante sus respectivos rivales. Luego, en el Grupo B de la Zona Campeonato terminó en la última colocación, a causa de 1 triunfo, 1 empate y 3 derrotas, cerrando su participación con 7 triunfos en total, y las mencionadas caídas y empates.

## Símbolos

### Colores

Los colores celeste y blanco, tradiciones del club.

Los colores habituales del club, son el celeste y el blanco. En 1903 se convirtió en el primer equipo en usar dichos colores, en la República Argentina.

### Escudo
Escudos usados por el club desde su fundación hasta la actualidad.
El mismo cuenta con 3 estrellas en su margen superior por los títulos obtenidos en el año 1960, 2009 y 2015
| Escudos de Atlético | Escudos de Atlético | Escudos de Atlético | Escudos de Atlético | Escudos de Atlético | Escudos de Atlético | Escudos de Atlético | Escudos de Atlético |
| 1902-1999           | 2000-presente       |                     |                     |                     |                     |                     |                     |
| ------------------- | ------------------- | ------------------- | ------------------- | ------------------- | ------------------- | ------------------- | ------------------- |

### Otros Emblemas
En algunas décadas el club uso otros distintivos a manera de sellos, decoración, monogramas, etc.
| Emblemas  | Emblemas | Emblemas | Emblemas | Emblemas | Emblemas | Emblemas | Emblemas |
| 1919-1922 | 1984     |          |          |          |          |          |          |
| --------- | -------- | -------- | -------- | -------- | -------- | -------- | -------- |

### Apodos del club
El apodo de "Decano" fue dado debido a que cuando lo bautizaron, Atlético Tucumán fue el primer club de fútbol fundado en el Norte Grande Argentino y el único pionero.
También se lo denomina El Gigante del Norte en su historia cuenta con un título de primera división campeonato de campeones 1960 y las participaciones en Copa Libertadores y Copa Sudamericana.

### Hinchada
Nació entre los barrios más populares y poblados de Tucumán (Villa 9 de julio y Villa Urquiza) Pero el lugar de donde residen la mayoría de miembros de su barra brava es en barrio "El Sifón" y alrededores, además de tener una fuerte presencia y casi total en toda la extensión de la provincia. La misma fue elogiada por los distintos diarios y medios de Argentina y el exterior, como también futbolistas, y entrenadores siendo reconocida como la más popular del interior y una de las más respetadas.
Además de desbordar la capacidad de su estadio absolutamente en todos los partidos que ejerce de local; son renombradas sus convocatorias de visitante, siendo una de las hinchadas que más gente mueve hacia otras ciudades o países de la Argentina. Son recordadas sus grandes convocatorias en las ciudades de Salta, en el Estadio Padre Ernesto Martearena, por los 32.os de la Copa Argentina 2016, frente a Defensores de Belgrano; y Mendoza, a más de 1000 km, en el Estadio Malvinas Argentinas, por la final de la Copa Argentina 2017, frente a River, llevando en ambas ocasiones algo más de 15 000 personas (agotando sus entradas). Por el marco internacional, remarcan las convocatorias del Decano frente a Peñarol, de 4000 personas (también agotando sus entradas), frente a El Nacional, a más de 4500 km, de 2500 personas, como también los 3500 hinchas al Estadio Dr. Nicolás Leoz de Asunción o los 2000 al Estadio Atanasio Girardot, en Medellín donde también agotó las entradas.
En los únicos censos registrados, publicados en la TV Pública y en la Consultora Equis de Córdoba, Atlético es el más representativo y grande del Norte. Además; son renombradas sus convocatorias de visitante, siendo una de las hinchadas que más gente mueve hacia otras ciudades o países de la Argentina.

## Sedes e Infraestructura

### Estadio
Atlético arrancaría haciendo de local en el gimnasio 24 de Septiembre, un campo deporte ubicado en la actual avenida Avellaneda y Santa Fe. El día domingo 21 de mayo de 1922, bajo la presidencia de Isauro Silva, se inaugura el estadio en el flamante estadio ubicado entre las calles 25 de mayo, Chile, Laprida y Bolivia a la que se agregaba la manzana hasta calle Rivadavia.
Durante los primeros años a su cancha la conocían como Gerling stadium por ser el más grande de la región, un estadio que era elogiada y admirada por los visitantes. El primer encuentro en su estadio lo jugaría contra Racing de Avellaneda empatando 1 a 1 en partido amistoso jugado a las 15.50, y dirigido por el referí Germán Guassoni.
Luego de las competencias atléticas, tuvo lugar el momento culminante: el desfile de las autoridades y delegaciones, ante la presencia de las casi 10 000 personas en el acto.
Se hizo presente el gobernador de la provincia, Octaviano Vera, acompañado por varios funcionarios, quienes se ubicaron en la tribuna oficial reservada para invitados y periodistas (hoy sector 1 de plateas). Por entonces era una construcción de cemento y madera y techo de tejas, con dos escaleras en los costados y barandas de madera de estilo colonial.
Ante el gran entusiasmo de la multitud, empataron 1 a 1 en un emotivo partido, según consignan las crónicas periodísticas de la época. Abrió el marcador para los tucumanos Donato Penella e igualó Alberico Zabaleta para Racing.
Desde 1938 se empezó a denominar Monumental al estadio de Atlético. El responsable de ese bautizo fue el periodista Antonio Benejam, que con el seudónimo “Mogreb” firmaba una columna semanal en el desaparecido diario El Orden. El nombre actual, Monumental José Fierro, es un homenaje al socio fundador y segundo presidente de Atlético Tucumán entre 1908 y 1921.
Sobre su césped, con la camiseta del Decano tucumano brillaron figuras como Donato Penella, Leónidas van Gelderen, Armando Benavídez, Rafael Albrecht, Hugo Ginel, Ricardo Julio Villa, Francisco Agüero, Orlando Espeche, Víctor Palomba, Juan Francisco Castro, Luis Reartez, Julio Barreto, Raúl Aredes o Claudio Sarría.
En el Monumental se disputaron importantes partidos cuyos protagonistas fueron las selecciones argentinas mayor y juvenil, así como cotejos oficiales y amistosos en los que se presentaron grandes equipos, como Boca Juniors; River; Racing; Independiente; San Lorenzo; Nacional y Peñarol, de Uruguay; Colo Colo de Chile; las selecciones de Perú y Bolivia; Cruzeiro, el poderoso Santos de Pelé contra el combinado de la Federación Tucumana y Botafogo, de Brasil, Sevilla y Deportivo La Coruña, de España, entre otros. Hubo visitantes ilustres que desplegaron su magia y talento: el futbolista brasileño Pelé en 1966 y en varias oportunidades el jugador más grande de la historia del fútbol mundial: Diego Armando Maradona.
Su cancha es conocida como La Bombonera del norte. También en la década de los 70' se lo conocida como El cementerio de los grandes.

### Complejo Polideportivo José Salmoiraghi
Este complejo se ubica en Ojo de Agua, más precisamente en ruta 301, km 0.2, (también se lo conoce con ese nombre). Fue inaugurado en el año 1969 y su nombre fue dado en honor a un gran presidente de la institución. Aparte de fútbol masculino, en el club se desarrollan otros deportes como fútbol femenino, donde Atlético participa del torneo de Liga Tucumana de Fútbol, los torneos de reserva, hockey sobre césped, natación y tenis. Estas actividades que se desarrollan tanto en su estadio de 25 de Mayo y Chile como en el complejo.

### Nuevos terrenos en San Andrés
En 2018, Atlético adquirió 20 hectáreas en San Andrés. En junio de 2019 arrancaron las obras del nuevo centro de alto rendimiento deportivo para las divisiones inferiores. Finalmente, las obras quedaron estancadas, y siguen en construcción.

## Datos del club
- Participaciones en Primera División: 20.
  - 9 en el Torneo Nacional: 1973, 1974, 1975, 1976, 1978, 1979, 1980, 1981 y 1984.
  - 11 en temporadas regulares de Primera División: 2009-10, 2016 a 2025.
- Temporadas en segunda división: 23 (1987-88 a 2001-02, 2008-09, 2010-11 a 2015).
- Temporadas en tercera división: 8.
  - 6 en Torneo Argentino A (2002-03 a 2007-08).
  - 2 en Torneo del Interior (1986, 1986-87).
- Mejor puesto ranking IFFHS : 17.º (octubre de 2018)
- Mejor ubicación en primera: Semifinalista en 1979.
- Peor ubicación en Primera: 25.º en la Liga Profesional 2021.
- Mejor ubicación en copas nacionales AFA: 
  - Campeón (Campeonato de Campeones de la República).
  - Finalista (Copa Argentina 2017).
  - Semifinalista (Copa de la Superliga 2019).
- Mejor ubicación en copas internacionales:
  - Cuartos de final (Conmebol Libertadores 2018).
  - Octavos de final (Copa Sudamericana 2017).
- Peor ubicación en copas internacionales: Fase 3 (Conmebol Libertadores 2020).
- Participaciones internacionales (5):
  - Conmebol Libertadores 2017
  - Conmebol Sudamericana 2017
  - Conmebol Libertadores 2018
  - Conmebol Libertadores 2020
  - Conmebol Sudamericana 2020

### Ascensos y descensos
- 1987:  Ascenso del Torneo del Interior a la Primera B Nacional.
- 2002:  Descenso de la Primera B Nacional al Torneo Argentino A.
- 2008:  Ascenso del Torneo Argentino A a la Primera B Nacional.
- 2009:  Ascenso de la Primera B Nacional a Primera.
- 2010:  Descenso de Primera a la Primera B Nacional.
- 2015:  Ascenso de la Primera B Nacional a Primera.

### Récords
- Únicos clubes del interior, junto a Rosario Central, Central Córdoba, Talleres y Patronato en llegar a la final de la Copa Argentina y único, junto a santiagueños, cordobeses y paranaenses, como equipos indirectamente afiliados en hacerlo.
- Mejor ubicación de un equipo del interior en la Copa de la Superliga 2019.
- Primer y único club del norte que clasificó a un torneo internacional de Conmebol.
- Primer equipo argentino en ganar en Bolivia por la Conmebol Sudamericana.
- Primer club indirectamente afiliado en llegar a cuartos de final de la Copa Libertadores.
- Equipo argentino que ganó en La Paz después de 48 años.
- El club argentino que más partidos jugó durante 2017 (48 partidos oficiales).
- Máximo campeón de torneos y copas de la Federación Tucumana de Fútbol (1919/1976) (57 Títulos).
- Primer equipo tucumano en ganar en La Bombonera.
- Primer y único equipo tucumano en ganar una Copa Nacional de divisiones inferiores (Copa Competencia 2014) (9.ª división)
- Primer y único equipo tucumano e indirectamente afiliado en terminar invicto de local en más de un torneo de primera división (2016 y 2022).
- Primer y único equipo tucumano en terminar invicto de local un torneo de primera división (2022).
- Primer y único equipo tucumano en disputar dos temporadas (o más) consecutivas en Primera División.
- Primer y único equipo tucumano en disputar más temporadas en Primera División.[98]
- Equipo tucumano que mejor campaña realizó en primera división (tercer puesto en el Nacional 1979).
- Equipo que posee la bandera más grande del norte.[99]
- Es el club de todo el Norte del país que más veces les ganó a los denominados 5 grandes del fútbol argentino.
- Es el club del NOA que más temporadas seguidas tiene en primera división en la actualidad.

### Partidos históricos
| 1  | 20 de julio de 1903      | Club Atlético Salteño (actual Gimnasia y Tiro de Salta) | 3-1       | Gimnasio 24 de Septiembre    | Primer partido del club y primera vez que usa la camiseta blanca con bastones celestes. |
| 2  | 20 de junio de 1915      | San Martín                                              | 0-0       |                              | Primer clásico oficial. |
| 3  | 10 de octubre de 1915    | San Martín                                              | 1-0       |                              | Primera victoria oficial de Atlético sobre San Martín. |
| 4  | 21 de mayo de 1922       | Racing                                                  | 1-1       | Monumental José Fierro       | Inauguración del estadio Monumental José Fierro. |
| 5  | 28 de julio de 1935      | San Martín                                              | 6-0       |                              | Mayor goleada de Atlético sobre San Martín. |
| 6  | 30 de enero de 1960      | CSyR El Quequén                                         | 1(5)-1(3) | Estadio Antonio Mateo Catale | Final del Campeonato de Campeones de la República Argentina. Primer campeonato oficial de AFA obtenido por Atlético Tucumán. |
| 7  | 25 de noviembre de 1973  | San Martín                                              | 4-3       | Monumental José Fierro       | Primer clásico tucumano en Primera División. Entre 1973 y 1981 se jugaron 11 clásicos en la máxima categoría: Atlético ganó 5, San Martín ganó 2 y empataron en los restantes 4 encuentros.                                                 |
| 8  | 1 de diciembre de 1976   | Boca Juniors                                            | 1-0       | La Bombonera                 | Primer equipo tucumano en ganar en la Bombonera. |
| 9  | 19 de septiembre de 1999 | San Martín                                              | 3-2       | La Ciudadela                 | Último clásico del milenio. |
| 10 | 15 de junio de 2009      | Olimpo                                                  | 3-1       | Monumental José Fierro       | Campeón de la Primera B Nacional 2008-09. |
| 11 | 6 de marzo de 2013       | San Martín                                              | 3-1       | Monumental José Fierro       | Atlético elimina a San Martín de la Copa Argentina 2012-13. |
| 12 | 8 de noviembre de 2015   | Los Andes                                               | 5-0       | Monumental José Fierro       | Campeón de la Primera B Nacional 2015. |
| 13 | 31 de enero de 2017      | El Nacional                                             | 2-2       | Monumental José Fierro       | Primer partido internacional oficial de un equipo del Norte grande Argentino. |
| 14 | 7 de febrero de 2017     | El Nacional                                             | 1-0       | Estadio Olímpico Atahualpa   | Primer partido internacional oficial de visitante de un equipo del Norte argentino. Ante toda adversidad, vence constituyendo un hito único e histórico en la historia del fútbol argentino, usando la camiseta de la selección Argentina.  |
| 15 | 2 de mayo de 2017        | Peñarol                                                 | 2-1       | Monumental José Fierro       | Atlético elimina a Peñarol de la Conmebol Libertadores. |
| 16 | 18 de abril de 2018      | The Strongest                                           | 2-1       | Estadio Hernando Siles       | Logra que un equipo argentino vuelva a ganar en La Paz, tras 48 años por Conmebol Libertadores |
| 17 | 2 de mayo de 2018        | Peñarol                                                 | 1-0       | Monumental José Fierro       | Atlético vuelve a vencer a Peñarol eliminándolo de la Libertadores. |
| 18 | 9 de agosto de 2018      | Atlético Nacional                                       | 2-0       | Monumental José Fierro       | Atlético vence a un equipo de los importantes como Atlético Nacional en su primera vez jugando los octavos de final de la Copa Libertadores.                                                                                                |
| 19 | 28 de agosto de 2018     | Atlético Nacional                                       | 0-1       | Atanasio Girardot            | Atlético escribe una página de su historia, a pesar de la derrota, al convertirse en el club indirectamente afiliado a la AFA que más lejos llegó en la Libertadores (cuartos de final), siendo el único equipo en el norte de conseguirlo. |
| 20 | 7 de marzo de 2020       | River Plate                                             | 1-1       | José Fierro                  | Atlético evita que el conjunto "Millonario" se corone campeón en su estadio por el Campeonato de 2019-2020, ya que Boca Juniors había ganado su partido.                                                                                    |
| 21 | 1 de noviembre de 2020   | Racing Club                                             | 1-4       | El Cilindro de Avellaneda    | Atlético consigue el primer triunfo de visitante ante "La Academia" en su estadio por la Copa de LPF 2020 |

### Mayor serie invicta de local (32)
| 1  | Primera B Nacional 2014  | Patronato               | 0-0 | 16 de noviembre de 2014  | Juan Manuel Azconzábal |
| 2  | Primera B Nacional 2014  | Santamarina             | 4-1 | 8 de diciembre de 2014   | Juan Manuel Azconzábal |
| 3  | Primera B Nacional 2015  | Central Córdoba         | 1-1 | 22 de febrero de 2015    | Juan Manuel Azconzábal |
| 4  | Primera B Nacional 2015  | Villa Dálmine           | 3-1 | 6 de marzo de 2015       | Juan Manuel Azconzábal |
| 5  | Primera B Nacional 2015  | Instituto               | 3-1 | 26 de marzo de 2015      | Juan Manuel Azconzábal |
| 6  | Primera B Nacional 2015  | Chacarita Juniors       | 2-1 | 5 de abril de 2015       | Juan Manuel Azconzábal |
| 7  | Primera B Nacional 2015  | Independiente Rivadavia | 2-0 | 19 de abril de 2015      | Juan Manuel Azconzábal |
| 8  | Primera B Nacional 2015  | Patronato               | 1-1 | 2 de mayo de 2015        | Juan Manuel Azconzábal |
| 9  | Primera B Nacional 2015  | Douglas Haig            | 2-1 | 10 de mayo de 2015\|     | Juan Manuel Azconzábal |
| 10 | Primera B Nacional 2015  | Estudiantes de San Luis | 1-0 | 31 de mayo de 2015       | Juan Manuel Azconzábal |
| 11 | Primera B Nacional 2015  | Unión (Mar del Plata)   | 1-1 | 15 de junio de 2015      | Juan Manuel Azconzábal |
| 12 | Primera B Nacional 2015  | Boca Unidos             | 3-1 | 28 de junio de 2015      | Juan Manuel Azconzábal |
| 13 | Primera B Nacional 2015  | Gimnasia de Mendoza     | 1-0 | 3 de julio de 2015       | Juan Manuel Azconzábal |
| 14 | Primera B Nacional 2015  | Ferro                   | 3-0 | 12 de julio de 2015      | Juan Manuel Azconzábal |
| 15 | Primera B Nacional 2015  | Atlético Paraná         | 2-0 | 26 de julio de 2015      | Juan Manuel Azconzábal |
| 16 | Primera B Nacional 2015  | Guillermo Brown         | 0-0 | 2 de agosto de 2015      | Juan Manuel Azconzábal |
| 17 | Primera B Nacional 2015  | Santamarina             | 2-1 | 16 de agosto de 2015     | Juan Manuel Azconzábal |
| 18 | Primera B Nacional 2015  | Guaraní Antonio Franco  | 3-0 | 30 de agosto de 2015     | Juan Manuel Azconzábal |
| 20 | Primera B Nacional 2015  | Juventud Unida          | 2-0 | 12 de septiembre de 2015 | Juan Manuel Azconzábal |
| 21 | Primera B Nacional 2015  | All Boys                | 2-1 | 23 de septiembre de 2015 | Juan Manuel Azconzábal |
| 22 | Primera B Nacional 2015  | Gimnasia de Jujuy       | 1-0 | 4 de octubre de 2015     | Juan Manuel Azconzábal |
| 23 | Primera B Nacional 2015  | Sportivo Belgrano       | 2-0 | 18 de octubre de 2015    | Juan Manuel Azconzábal |
| 24 | Primera B Nacional 2015  | Los Andes               | 5-0 | 8 de noviembre de 2015   | Juan Manuel Azconzábal |
| 25 | Primera División 2016    | Racing                  | 2-1 | 7 de febrero de 2016     | Juan Manuel Azconzábal |
| 25 | Primera División 2016    | Unión                   | 2-0 | 18 de febrero de 2016    | Juan Manuel Azconzábal |
| 26 | Primera División 2016    | Atlético Rafaela        | 3-0 | 28 de febrero de 2016    | Juan Manuel Azconzábal |
| 27 | Primera División 2016    | Aldosivi                | 1-1 | 13 de marzo de 2016      | Juan Manuel Azconzábal |
| 28 | Primera División 2016    | Huracán                 | 2-1 | 1 de abril de 2016       | Juan Manuel Azconzábal |
| 29 | Primera División 2016    | Defensa y Justicia      | 3-1 | 16 de abril de 2016      | Juan Manuel Azconzábal |
| 30 | Primera División 2016    | Belgrano                | 2-1 | 8 de mayo de 2016        | Juan Manuel Azconzábal |
| 31 | Primera División 2016    | San Martín de San Juan  | 3-2 | 13 de mayo de 2016       | Juan Manuel Azconzábal |
| 32 | Primera División 2016-17 | Atlético Rafaela        | 1-0 | 27 de agosto de 2016     | Juan Manuel Azconzábal |

### Historial de entrenadores (Lista incompleta)
| Entrenador                         | Período             |
| Odilón Lizárraga                   | 1933                |
| Nieto                              | 1952                |
| Alberto Fassora                    | 1953-1956           |
| Roberto Santillán                  | 1957-1961           |
| Antonio Graneros                   | 1962-1965           |
| Roberto Santillán                  | 1967                |
| José Rolando Rodríguez             | 1967-1968           |
| Juan Carlos Carol                  | 1969                |
| Hércules Pollano                   | 1969                |
| Antonio D'Accorso                  | 1970-1971           |
| De Angelis                         | 1972                |
| Manuel Giúdice                     | 1973-1974           |
| Juan Eulogio Urriolabeitía         | 1975                |
| Antonio Graneros - Corbalán *      | 1976                |
| Roberto Resquín                    | 1977                |
| Rogelio Antonio Domínguez          | 1978-1979           |
| Roberto Ferreiro                   | 1980                |
| Rogelio Antonio Domínguez          | 1981                |
| Antonio Graneros*                  | 1981                |
| Miguel Piazza                      | 1983-1984           |
| Alcides Silveira                   | 1986                |
| Juan Francisco Castro*             | 1986                |
| Juan Eulogio Urriolabeitía         | 1987                |
| Reynaldo Volken                    | 1987-1988           |
| Hugo Manuel García                 | 1989 - 1990         |
| Hugo Petrella*                     | 1990                |
| Juan Manuel Guerra                 | 1990-1992           |
| Miguel Piazza                      | 1992                |
| Eduardo Anzarda                    | 1992-1993           |
| Jorge Ginarte                      | 1993                |
| Ángel Guerrero*                    | 1993                |
| Juan Manuel Guerra                 | 1994                |
| Jorge Higuaín                      | 1995                |
| Juan Francisco Castro*             | 1995                |
| Ricardo Julio Villa                | 1995-1996           |
| Jorge Ghiso                        | 1996                |
| Eduardo Anzarda                    | 1997-1998           |
| Humberto Zuccarelli                | 1998-2000           |
| Carlos Trullet                     | 2000-2001           |
| Humberto Zuccarelli                | 2001-2002           |
| Raúl Aredes                        | 2002-2003           |
| Jorge Salas                        | 2003                |
| Andrés Rebottaro                   | 2004                |
| Ángel Guerrero                     | 2004                |
| Raúl Aredes                        | 2004-2005           |
| Víctor Riggio                      | 2005                |
| Andrés Rebottaro                   | 2005-2006           |
| Jorge Solari                       | 2006-2008           |
| Héctor Rivoira                     | 2008-2009           |
| Ricardo Salomón - Salvador Mónaco* | 2009                |
| Osvaldo Sosa                       | 2009-2010           |
| Mario Gómez                        | 2010                |
| Enrique Hrabina                    | 2010-2011           |
| Ricardo Salomón - Salvador Mónaco* | 2011                |
| Adrián Czornomaz                   | 2011                |
| Jorge Solari                       | 2011                |
| Ángel Guerrero*                    | 2011                |
| Juan Manuel Llop                   | 2011-2012           |
| Ricardo Rodríguez                  | 2012-2013           |
| Diego Erroz                        | 2013-2014           |
| Héctor Rivoira                     | 2014                |
| Juan Manuel Azconzábal             | 2014-2016           |
| Luciano Precone*                   | 2016                |
| Pablo Lavallén                     | 2016-2017           |
| Diego Erroz*                       | 2017                |
| Ricardo Zielinski                  | 2017-2021           |
| Omar De Felippe                    | 2021                |
| Martín Anastacio*                  | 2021                |
| Pablo Guiñazú                      | 2021                |
| Martín Anastacio*                  | 2021                |
| Juan Manuel Azconzábal             | 2022                |
| Lucas Pusineri                     | 2022 - 2023         |
| Favio Orsi // Sergio Gómez         | 2023 - 2024         |
| Facundo Sava                       | 2024 - 08/02/2025   |
| Lucas Pusineri                     | 08/02/2025-presente |

Diez cuerpos técnicos dirigieron al primer equipo desde septiembre de 2002, Oscar Salvatierra, Raúl Aredes y Andrés Rebottaro en dos oportunidades cada uno, Jorge Salas, Ángel Guerrero, Víctor Riggio y Jorge Solari, además de los interinatos de Daniel Hernández, Ricardo Salomón, Miguel Muñoz y Manuel Morales, y Salvador Mónaco.
Los porcentajes de efectividad en puntos de los técnicos en sus campañas respectivas al frente del equipo fueron las siguientes:
Oscar Salvatierra: 33 %. Dirigió los primeros cuatro partidos del Argentino A, ganó uno, empató uno y perdió dos.
Raúl Aredes: 54 % (primer ciclo) Reemplazó a Salvatierra y dirigió en el apertura 2002 (eliminado por Tiro Federal en cuartos de final) y Clausura 2003 (Eliminado en cuartos de final por Racing de Córdoba por penales). En el segundo ciclo dirigió el Apertura 2005 (eliminado en cuartos de final por Gral Paz Juniors de Córdoba) obtendría solo el 57 %.
Jorge Salas: 58 %. Dirigió en el Apertura 2003 (eliminado por Gral Paz Juniors en cuartos de final por penales).
Andrés Rebottaro: 53 % (primer ciclo) ganó el Clausura 2004 y jugó la final de la temporada y la promoción. Dejó el cargo en la 5.ª fecha del Apertura 2004. En su segundo ciclo obtuvo el 58 %, eliminado en clausura 2006 por Sportivo Patria de Formosa en cuartos de final. Deja el cargo en la 6.ª fecha del Apertura 2006.
Ángel Guerrero: 52 % de los puntos en disputa, dejó el cargo en el repechaje tras caer en el partido de ida con Gimnasia y Tiro de Salta.
Víctor Riggio: 59% de los puntos en juego. Dirigió en el Clausura 2005, eliminado por Unión Sunchales en semifinales y luego por Luján de Cuyo en el repechaje.
Jorge Solari: 60 % de los puntos. Reemplazó a Rebottaro en el Apertura 2006 donde no clasificó a los play off. Luego en el clausura 2007 fue eliminado por Guillermo Brown de Puerto Madryn en cuartos de final y logró el campeonato y el ascenso al Nacional B en la temporada 2007/08.
En las 6 temporadas que estuvo en el torneo Argentino "A", los técnicos arriba mencionados utilizaron un total de 118 jugadores. El técnico que más jugadores utilizó fue Jorge Solari en la última temporada con 31 jugadores y el que menos utilizó fue Jorge Salas en el apertura 2003 de la temporada 03/04 con 21 jugadores.

### Técnicos más ganadores y destacados

#### Técnicos ganadores
| Entrenador             | Período          | Títulos | Detalle                      |
| Juan Manuel Azconzábal | 2014-2016 y 2022 | 1       | Primera B Nacional 2015      |
| Héctor Rivoira         | 2008-2010 y 2014 | 1       | Primera B Nacional 2008/2009 |
| Roberto Santillán      | 1959-1960        | 1       | Copa de Campeones            |

#### Destacados
| Entrenador             | Período          | Hitos | Detalle |
| Ricardo Zielinski      | 2017-2021        | 3     | Subcampeón de la Copa Argentina 2017 // Cuartos de final de la Copa Libertadores 2018 (máxima instancia de un club del norte) // Semifinalista de la Copa de la Superliga 2019. |
| Juan Manuel Azconzábal | 2014-2016 y 2022 | 3     | Campeón de la Primera B Nacional 2015 // Primera clasicación del club a un torneo internacional (Copa Libertadores 2017) // Mayor racha invicta de local (32).                  |
| Roberto Santillán      | 1957-1961        | 2     | Campeón Argentino del Campeonato de Campeones Argentinos 1959-60 // Multicampeón de la Federación Tucumana de Fútbol (12).                                                      |

### Participación en Copas Nacionales Oficiales

#### Copa de Competencia Jockey Club (1)
| # | Año                                  | Ronda            | PJ | PG | PE | PP | GF | GC | Dif |
| - | ------------------------------------ | ---------------- | -- | -- | -- | -- | -- | -- | --- |
| 1 | Copa de Competencia Jockey Club 1952 | Ronda Preliminar | 1  | 0  | 0  | 1  | 1  | 3  | -2  |
|   | Total                                | Ronda Preliminar | 1  | 0  | 0  | 1  | 1  | 3  | -2  |

#### Copa de Campeones de la República Argentina (1)
| # | Año                       | Ronda   | PJ | PG | PE | PP | GF | GC | Dif |
| - | ------------------------- | ------- | -- | -- | -- | -- | -- | -- | --- |
| 1 | Copa de Campeones 1959-60 | Campeón | 5  | 4  | 1  | 0  | 9  | 6  | +3  |
|   | Total                     | Campeón | 5  | 4  | 1  | 0  | 9  | 6  | +3  |

#### Copa de la Superliga (2)
| # | Año                       | Ronda         | PJ | PG | PE | PP | GF | GC | Dif |
| - | ------------------------- | ------------- | -- | -- | -- | -- | -- | -- | --- |
| 1 | Copa de la Superliga 2019 | Semifinales   | 6  | 2  | 0  | 4  | 8  | 13 | -5  |
| 2 | Copa de la Superliga 2020 | Cancelada (•) | 1  | 1  | 0  | 0  | 1  | 0  | +1  |
|   | Total                     | Semifinales   | 7  | 3  | 0  | 4  | 9  | 13 | -4  |

(•) La Copa de la Superliga 2020 fue cancelada por las medidas de seguridad que tomó el gobierno nacional debido a las medidas sanitarias adoptadas por el gobierno de Alberto Fernández para combatir el brote del coronavirus ante la Pandemia de COVID-19 en Argentina. El partido correspondiente a la primera fecha de la Copa Superliga, se le dio por ganado 1-0 debido a la no presentación de su rival.

#### Copa Argentina (16)
| #  | Año                     | Ronda                    | PJ | PG | PE | PP | GF | GC | Dif |
| -- | ----------------------- | ------------------------ | -- | -- | -- | -- | -- | -- | --- |
| 1  | Copa Argentina 1969     | Dieciseisavos de final   | 2  | 0  | 1  | 1  | 2  | 3  | -1  |
| 2  | Copa Argentina 2012     | Cuartos de final         | 4  | 1  | 2  | 1  | 3  | 3  | 0   |
| 3  | Copa Argentina 2013     | Dieciseisavos de final   | 3  | 1  | 1  | 1  | 6  | 5  | +1  |
| 4  | Copa Argentina 2014     | Fase final II            | 1  | 0  | 0  | 1  | 0  | 1  | -1  |
| 5  | Copa Argentina 2015     | Treintaidosavos de final | 1  | 0  | 0  | 1  | 0  | 2  | -2  |
| 6  | Copa Argentina 2016     | Treintaidosavos de final | 1  | 0  | 0  | 1  | 0  | 1  | -1  |
| 7  | Copa Argentina 2017     | Subcampeón               | 6  | 3  | 2  | 1  | 9  | 4  | +5  |
| 8  | Copa Argentina 2018 (*) | Octavos de final         | 3  | 2  | 1  | 0  | 3  | 0  | +3  |
| 9  | Copa Argentina 2019 (*) | Octavos de final         | 3  | 1  | 2  | 0  | 4  | 3  | +1  |
| 10 | Copa Argentina 2020     | Dieciseisavos de final   | 2  | 1  | 0  | 1  | 4  | 2  | +2  |
| 11 | Copa Argentina 2021     | Cancelada (•)            | -  | -  | -  | -  | -  | -  | -   |
| 12 | Copa Argentina 2022     | Dieciseisavos de final   | 2  | 1  | 0  | 1  | 2  | 1  | +1  |
| 13 | Copa Argentina 2023     | Treintaidosavos de final | 1  | 0  | 0  | 1  | 1  | 3  | -2  |
| 14 | Copa Argentina 2024     | Dieciseisavos de final   | 2  | 1  | 0  | 1  | 5  | 1  | +4  |
| 15 | Copa Argentina 2025     | Octavos de final         | 3  | 2  | 0  | 1  | 6  | 5  | +1  |
| 16 | Copa Argentina 2026     |                          |    |    |    |    |    |    |     |
|    | Total                   | Subcampeón               | 34 | 13 | 9  | 12 | 45 | 34 | +11 |

(*) Perdió por penales.

(•) La Copa Argentina 2021 fue cancelada por las medidas de seguridad que tomó el gobierno nacional debido a las medidas sanitarias adoptadas por el gobierno de Alberto Fernández para combatir el brote del coronavirus ante la Pandemia de COVID-19 en Argentina.

#### Copa de la Liga Profesional (5)
| # | Año                              | Ronda                       | PJ | PG | PE | PP | GF | GC | Dif |
| - | -------------------------------- | --------------------------- | -- | -- | -- | -- | -- | -- | --- |
| 1 | Copa Diego Armando Maradona 2020 | 6.º en la Zona B Campeonato | 11 | 7  | 1  | 3  | 22 | 16 | +6  |
| 2 | Copa de la Liga Profesional 2021 | 7.º en la Zona 2            | 13 | 5  | 3  | 5  | 24 | 20 | +4  |
| 3 | Copa de la Liga Profesional 2022 | 11.º en la Zona 1           | 14 | 2  | 5  | 7  | 13 | 23 | -10 |
| 4 | Copa de la Liga Profesional 2023 | 10.º en la Zona A           | 14 | 4  | 5  | 5  | 9  | 12 | -3  |
| 5 | Copa de la Liga Profesional 2024 | 13.º en la Zona A           | 14 | 1  | 7  | 6  | 8  | 23 | -15 |
|   | Total                            | Fase de grupos              | 66 | 19 | 21 | 26 | 76 | 94 | -18 |

### Participación en Torneos Nacionales

#### Torneo Argentino A (6)
| Torneo Argentino A 2002-03 | Cuartos de final | 24  | 10 | 5  | 9  | 43  | 27  | 16  |
| Torneo Argentino A 2003-04 | Campeón Clausura | 30  | 14 | 9  | 7  | 47  | 32  | 15  |
| Torneo Argentino A 2004-05 | Semifinales      | 36  | 17 | 9  | 10 | 66  | 45  | 21  |
| Torneo Argentino A 2005-06 | Octavos de final | 26  | 14 | 3  | 9  | 42  | 32  | 10  |
| Torneo Argentino A 2006-07 | Cuartos de final | 30  | 14 | 7  | 9  | 46  | 35  | 11  |
| Torneo Argentino A 2007-08 | Campeón          | 40  | 27 | 5  | 8  | 79  | 34  | 45  |
| Total                      | 326 Puntos       | 186 | 96 | 38 | 52 | 323 | 205 | 118 |

#### Primera B Nacional (23)
| Primera B Nacional 1987-88 | Primera Fase     | 44  | 14  | 17  | 11  | 58   | 52   | 6   |
| Primera B Nacional 1988-89 | 11.º             | 42  | 16  | 13  | 13  | 58   | 50   | 8   |
| Primera B Nacional 1989-90 | 12.º             | 42  | 15  | 13  | 14  | 53   | 54   | -1  |
| Primera B Nacional 1990-91 | 2.º              | 44  | 17  | 18  | 9   | 62   | 44   | 18  |
| Primera B Nacional 1991-92 | Cuartos de final | 46  | 18  | 16  | 12  | 58   | 42   | 16  |
| Primera B Nacional 1992-93 | 12.º             | 42  | 13  | 16  | 13  | 47   | 43   | 4   |
| Primera B Nacional 1993-94 | Cuartos de final | 44  | 18  | 11  | 15  | 67   | 55   | 12  |
| Primera B Nacional 1994-95 | 20.º             | 42  | 9   | 14  | 19  | 45   | 67   | -22 |
| Primera B Nacional 1995-96 | Semifinales      | 46  | 21  | 13  | 12  | 59   | 49   | 10  |
| Primera B Nacional 1996-97 | 9.º Permanencia  | 32  | 10  | 8   | 17  | 46   | 58   | 12  |
| Primera B Nacional 1997-98 | 7.º              | 44  | 15  | 10  | 19  | 74   | 79   | -5  |
| Primera B Nacional 1998-99 | Semifinales      | 34  | 18  | 7   | 9   | 60   | 36   | 24  |
| Primera B Nacional 1999-00 | 14.º             | 30  | 10  | 8   | 12  | 39   | 34   | 5   |
| Primera B Nacional 2000-01 | 10.º             | 32  | 11  | 10  | 11  | 38   | 38   | -   |
| Primera B Nacional 2001-02 | 18.º             | 38  | 7   | 12  | 19  | 43   | 65   | -22 |
| Primera B Nacional 2003-04 | Promoción        | 2   | 1   | 0   | 1   | 1    | 1    | 0   |
| Primera B Nacional 2008-09 | 1.º              | 38  | 21  | 11  | 6   | 59   | 30   | 29  |
| Primera B Nacional 2010-11 | 9.º              | 38  | 14  | 9   | 15  | 44   | 41   | 3   |
| Primera B Nacional 2011-12 | 15.º             | 38  | 11  | 9   | 18  | 33   | 49   | -16 |
| Primera B Nacional 2012-13 | 9.º              | 38  | 12  | 15  | 11  | 45   | 40   | 5   |
| Primera B Nacional 2013-14 | 5.º              | 42  | 16  | 16  | 10  | 44   | 36   | 8   |
| Primera B Nacional 2014    | 6.º              | 21  | 8   | 5   | 8   | 28   | 25   | 3   |
| Primera B Nacional 2015    | 1.º              | 42  | 24  | 13  | 5   | 69   | 31   | 38  |
| Total                      | 1088 Puntos      | 861 | 320 | 261 | 280 | 1133 | 1018 | 125 |

#### Torneo Nacional de Primera División (9)
| Campeonato Nacional 1973 | 17.º       | 15  | 5  | 6  | 4  | 25  | 24  | 1   |
| Campeonato Nacional 1974 | 20.º       | 18  | 5  | 6  | 7  | 29  | 26  | 3   |
| Campeonato Nacional 1975 | 7.º        | 23  | 11 | 6  | 6  | 36  | 35  | 1   |
| Campeonato Nacional 1976 | 10.º       | 16  | 7  | 3  | 6  | 21  | 17  | 4   |
| Campeonato Nacional 1978 | 9.º        | 14  | 8  | 3  | 3  | 24  | 12  | 12  |
| Campeonato Nacional 1979 | Semifinal  | 18  | 7  | 5  | 6  | 27  | 22  | 5   |
| Campeonato Nacional 1980 | 25.º       | 14  | 3  | 3  | 8  | 15  | 30  | -15 |
| Campeonato Nacional 1981 | 18.º       | 14  | 6  | 2  | 6  | 14  | 17  | -3  |
| Campeonato Nacional 1984 | 14.º       | 8   | 2  | 2  | 4  | 7   | 9   | -2  |
| Total                    | 144 Puntos | 140 | 54 | 36 | 50 | 198 | 192 | 6   |

#### Primera División de Argentina (11)
| Campeonato 2009-10 | 18.º       | 38  | 7  | 14 | 17 | 38  | 58  | -20 |
| Campeonato 2016    | 5.º        | 16  | 9  | 3  | 4  | 26  | 19  | +7  |
| Campeonato 2016-17 | 21.º       | 30  | 8  | 9  | 13 | 34  | 40  | -6  |
| Campeonato 2017-18 | 15.º       | 27  | 8  | 12 | 7  | 29  | 26  | +3  |
| Campeonato 2018-19 | 5.º        | 25  | 12 | 6  | 7  | 36  | 29  | +7  |
| Campeonato 2019-20 | 15.º       | 23  | 7  | 8  | 8  | 22  | 25  | -3  |
| Campeonato 2021    | 25.º       | 25  | 5  | 7  | 13 | 22  | 46  | -24 |
| Campeonato 2022    | 5.º        | 27  | 12 | 10 | 5  | 32  | 22  | +10 |
| Campeonato 2023    | 11.º       | 27  | 9  | 10 | 8  | 25  | 27  | -2  |
| Campeonato 2024    | 8.º        | 27  | 11 | 7  | 9  | 28  | 27  | +1  |
| Campeonato 2025    |            |     |    |    |    |     |     |     |
| Total              | 352 Puntos | 265 | 88 | 86 | 91 | 292 | 319 | -27 |

#### Participación en Torneos de Reserva (9)
| Torneo de Reserva 2016    | 11.º Zona 2 (14 puntos)      | 16  | 4  | 2  | 10  | 18  | 37  | -19  |
| Torneo de Reserva 2016-17 | 29.º (15 puntos)             | 24  | 7  | 1  | 16  | 24  | 46  | -22  |
| Torneo de Reserva 2017-18 | 23.º (27 puntos)             | 24  | 7  | 6  | 11  | 26  | 38  | -12  |
| Torneo de Reserva 2018-19 | 21.º (25 puntos)             | 25  | 6  | 7  | 12  | 28  | 41  | -13  |
| Torneo de Reserva 2019-20 | 23.º (17 puntos)             | 23  | 4  | 5  | 14  | 21  | 35  | -14  |
| Torneo de Reserva 2021    | 11.º (32 puntos)             | 25  | 7  | 11 | 7   | 27  | 25  | +2   |
| Torneo de Reserva 2022    | 25.º (26 puntos)             | 27  | 7  | 5  | 15  | 30  | 44  | -14  |
| Torneo de Reserva 2023    | 26.º (24 puntos)             | 27  | 6  | 6  | 15  | 27  | 50  | -23  |
| Apertura 2025             | Octavos de final (18 puntos) | 16  | 4  | 6  | 6   | 15  | 23  | -8   |
| Clausura 2025             |                              |     |    |    |     |     |     |      |
| Total                     | 198 Puntos                   | 207 | 52 | 48 | 106 | 216 | 339 | -123 |

#### Participación en Copas de Reserva (7)
| Copa de la Superliga 2019                  | Primera Fase (0 puntos)  | 2  | 0  | 0  | 2  | 0  | 2   | -2  |
| Copa de la Superliga 2020                  | Cancelada (•) (0 puntos) | 1  | 0  | 0  | 1  | 0  | 2   | -2  |
| Copa de la Liga Profesional 2021           | 10.º Zona 2 (12 puntos)  | 13 | 3  | 3  | 7  | 20 | 24  | -4  |
| Copa de la Liga Profesional 2022           | 7.º Zona 1 (20 puntos)   | 14 | 6  | 2  | 6  | 25 | 29  | -4  |
| Copa de la Liga Profesional 2023           | 9.º Zona 1 (16 puntos)   | 14 | 4  | 4  | 6  | 19 | 24  | -5  |
| Copa de la Liga Profesional 2024 (Inicial) |                          |    |    |    |    |    |     |     |
| Copa de la Liga Profesional 2024 (Final)   | 11.º Zona 1 (13 puntos)  | 14 | 3  | 4  | 7  | 16 | 27  | -11 |
| Total                                      | 61 Puntos                | 58 | 16 | 13 | 29 | 80 | 108 | -28 |

(•) La Copa de la Superliga 2020 fue cancelada por las medidas de seguridad que tomó el gobierno nacional debido a las medidas sanitarias adoptadas por el gobierno de Alberto Fernández para combatir el brote del coronavirus ante la Pandemia de COVID-19 en Argentina.

### Participación en Copas Internacionales (5)
| Conmebol Libertadores 2017 | Fase de grupos   | 10 | 4  | 2 | 4  | 14 | 14 | 0  |
| Conmebol Libertadores 2018 | Cuartos de final | 10 | 4  | 1 | 5  | 9  | 13 | -4 |
| Conmebol Libertadores 2020 | Fase 3           | 4  | 2  | 0 | 2  | 3  | 3  | 0  |
| Total                      | -                | 24 | 10 | 3 | 11 | 26 | 30 | -4 |

| Conmebol Sudamericana 2017 | Octavos de final       | 4 | 3 | 0 | 1 | 7 | 4 | +3 |
| Conmebol Sudamericana 2020 | Dieciseisavos de final | 2 | 0 | 1 | 1 | 1 | 2 | -1 |
| Total                      |                        | 6 | 3 | 1 | 2 | 8 | 6 | +2 |

#### Historial internacional oficial
Actualizado hasta el 25 de octubre de 2020

#### Historial Internacional Amistoso
| vs Equipos brasileños | PJ | PG | PE | PP | GF | GC | Dif. |
| --------------------- | -- | -- | -- | -- | -- | -- | ---- |
| América Mineiro       | 2  | 0  | 2  | 0  | 5  | 5  | 0    |
| Juventus S/P          | 1  | 0  | 0  | 1  | 1  | 2  | -1   |
| Guarani/RS            | 1  | 0  | 1  | 0  | 0  | 0  | 0    |
| Botafogo (RP)         | 2  | 1  | 0  | 1  | 4  | 2  | +2   |
| Cruzeiro              | 1  | 1  | 0  | 0  | 1  | 0  | +1   |
| Santos                | 1  | 0  | 0  | 1  | 2  | 5  | -3   |
| Sport Recife          | 1  | 0  | 0  | 1  | 0  | 2  | -2   |
| TOTAL                 | 9  | 2  | 3  | 4  | 13 | 16 | -3   |

| vs Equipos uruguayos | PJ | PG | PE | PP | GF | GC | Dif. |
| -------------------- | -- | -- | -- | -- | -- | -- | ---- |
| Defensor Sporting    | 1  | 1  | 0  | 0  | 4  | 1  | +3   |
| Peñarol              | 1  | 1  | 0  | 0  | 3  | 2  | +1   |
| Liverpool            | 1  | 0  | 1  | 0  | 0  | 0  | 0    |
| Boston River         | 1  | 0  | 1  | 0  | 0  | 0  | 0    |
| TOTAL                | 4  | 2  | 2  | 0  | 7  | 3  | +4   |

| vs Equipos bolivianos | PJ | PG | PE | PP | GF | GC | Dif. |
| --------------------- | -- | -- | -- | -- | -- | -- | ---- |
| Paceño                | 1  | 1  | 0  | 0  | 3  | 2  | +1   |
| The Strongest         | 1  | 1  | 0  | 0  | 3  | 1  | +2   |
| Always Ready          | 1  | 0  | 1  | 0  | 1  | 1  | 0    |
| TOTAL                 | 3  | 2  | 1  | 0  | 7  | 4  | +3   |

| vs Equipos paraguayos | PJ | PG | PE | PP | GF | GC | Dif. |
| --------------------- | -- | -- | -- | -- | -- | -- | ---- |
| Cerro Porteño         | 1  | 0  | 0  | 1  | 1  | 3  | -2   |
| TOTAL                 | 1  | 0  | 0  | 1  | 1  | 3  | -2   |

| vs Equipos peruanos | PJ | PG | PE | PP | GF | GC | Dif. |
| ------------------- | -- | -- | -- | -- | -- | -- | ---- |
| Alianza Lima        | 1  | 0  | 0  | 1  | 0  | 3  | -3   |
| Sporting Tabaco     | 1  | 0  | 0  | 1  | 2  | 3  | -1   |
| Tarapacá            | 2  | 2  | 0  | 0  | 6  | 2  | +4   |
| Universitario       | 2  | 1  | 1  | 0  | 3  | 2  | +1   |
| César Vallejo       | 1  | 0  | 0  | 1  | 1  | 2  | -1   |
| TOTAL               | 7  | 3  | 1  | 3  | 12 | 12 | +0   |

| vs Equipos mexicanos | PJ | PG | PE | PP | GF | GC | Dif. |
| -------------------- | -- | -- | -- | -- | -- | -- | ---- |
| América              | 1  | 0  | 0  | 1  | 2  | 3  | -1   |
| TOTAL                | 1  | 0  | 0  | 1  | 2  | 3  | -1   |

| vs Equipos españoles   | PJ | PG | PE | PP | GF | GC | Dif. |
| ---------------------- | -- | -- | -- | -- | -- | -- | ---- |
| Deportivo de La Coruña | 1  | 1  | 0  | 0  | 2  | 0  | +2   |
| TOTAL                  | 1  | 1  | 0  | 0  | 2  | 0  | +2   |

| Vs Equipos italianos | PJ | PG | PE | PP | GF | GC | Dif. |
| -------------------- | -- | -- | -- | -- | -- | -- | ---- |
| Napoli               | 1  | 0  | 0  | 1  | 0  | 2  | -2   |
| TOTAL                | 1  | 0  | 0  | 1  | 0  | 2  | -2   |

| Vs Selección Argentina      | PJ | PG | PE | PP | GF | GC | Dif. |
| --------------------------- | -- | -- | -- | -- | -- | -- | ---- |
| Selección Argentina mayor   | 3  | 1  | 1  | 1  | 5  | 5  | 0    |
| Selección Argentina juvenil | 1  | 1  | 0  | 0  | 4  | 3  | +1   |
| TOTAL                       | 4  | 2  | 1  | 1  | 9  | 8  | +1   |

| Vs Selección de Perú | PJ | PG | PE | PP | GF | GC | Dif. |
| -------------------- | -- | -- | -- | -- | -- | -- | ---- |
| Selección de Perú    | 2  | 1  | 0  | 1  | 3  | 3  | +0   |
| TOTAL                | 2  | 1  | 0  | 1  | 3  | 3  | 0    |

| Vs Selección de Bolivia | PJ | PG | PE | PP | GF | GC | Dif. |
| ----------------------- | -- | -- | -- | -- | -- | -- | ---- |
| Selección de Bolivia    | 2  | 2  | 0  | 0  | 6  | 3  | +3   |
| TOTAL                   | 2  | 2  | 0  | 0  | 6  | 3  | +3   |

| Vs Combinados         | PJ | PG | PE | PP | GF | GC | Dif. |
| --------------------- | -- | -- | -- | -- | -- | -- | ---- |
| Combinado de Arequipa | 1  | 1  | 0  | 0  | 3  | 2  | +1   |
| Combinado de Chalaco  | 2  | 1  | 0  | 1  | 5  | 4  | +1   |
| Combinado Paceño      | 1  | 1  | 0  | 0  | 3  | 1  | +2   |
| TOTAL                 | 4  | 3  | 0  | 1  | 11 | 7  | +4   |

#### Otros partidos contra equipos extranjeros
| Local            | Resultado         | Visita        |
| ---------------- | ----------------- | ------------- |
| Atlético Tucumán | Ganó Atl. Tucumán | Cerro Porteño |
| Atlético Tucumán | Sin datos         | Olimpia       |
| Atlético Tucumán | Sin datos         | Colo-Colo     |
| Atlético Tucumán | 0 - 0             | Peñarol       |
| Atlético Tucumán | Sin datos         | Nacional      |
| Atlético Tucumán | Sin datos         | Sevilla       |

Atlético también participó de la Copa Bimbo 2013 disputada en Uruguay. Venció en semifinales 1 a 0 a Atlético Rafaela y debía jugar la final del torneo amistoso con Peñarol, la cual se suspendió por incidentes ocurridos en el clásico uruguayo.

#### Mas recientes
| Fecha               | Torneo                                        | Local                     | Resultado      | Visitante        | Estadio                       |
| ------------------- | --------------------------------------------- | ------------------------- | -------------- | ---------------- | ----------------------------- |
| 18 de enero de 2018 | Taça Ariano Suassuna                          | Sport Recife              | 2 - 0          | Atlético Tucumán | Estadio Ilha do Retiro        |
| 20 de enero de 2019 | Amistoso                                      | Cerro Porteño             | 3 - 1          | Atlético Tucumán | Estadio La Nueva Olla         |
| 10 de enero de 2023 | Serie Río de la Plata                         | Universidad César Vallejo | 2 - 1          | Atlético Tucumán | Campus Municipal de Maldonado |
| 12 de enero de 2023 | Serie Río de la Plata (Copa Rafael García)    | Boston River              | 0 - 0 (4-5 p.) | Atlético Tucumán | Estadio Alfredo Víctor Viera  |
| 18 de enero de 2023 | Amistoso                                      | Atlético Tucumán          | 1 - 1          | Always Ready     | Monumental José Fierro        |
| 21 de enero de 2023 | Copa Tarjeta Titanio                          | Atlético Tucumán          | 3 - 1          | The Strongest    | Monumental José Fierro        |
| 15 de enero de 2024 | Serie Río de la Plata (Copa Rafael García)    | Cerro Largo               | 0 - 1          | Atlético Tucumán | Estadio Charrúa               |
| 18 de enero de 2024 | Serie Río de la Plata (Copa Sergio Rodríguez) | Danubio                   | 0 - 1          | Atlético Tucumán | Campus Municipal de Maldonado |
| 14 de enero de 2025 | Serie Río de la Plata                         | Universidad Católica      | 3 - 2          | Atlético Tucumán | Campus Municipal de Maldonado |

### Participaciones Internacionales

#### Clasificación a laCopa Libertadores 2017
Gracias a la quinta posición que ocupó en la tabla general del Campeonato 2016, Atlético pudo jugar Copa Conmebol Libertadores. La Conmebol había anunciado el 27 de septiembre de 2016 un incremento de seis plazas para la próxima edición de la Libertadores, la cual jugarán 44 equipos, y uno de esos pasajes nuevos recaló para Argentina, que iba a tener un total de seis representantes. Si bien se especuló con diferentes criterios para determinar ese cupo y en los últimos días había cobrado fuerza un partido desempate entre Atlético e Independidente, los dos terceros de las zonas en las que se disputó el Campeonato, la entidad continental zanjó la cuestión al anunciar el criterio de clasificación. De esta manera, Atlético, como fue tercero en la Zona 2 con 30 puntos mientras que Independidente ocupó el mismo puesto en el Grupo 1 pero con 27, se acreditó el pasaporte para la cita internacional en la que arrancará desde segunda fase, con el nombre de Argentina 6.
En total, jugó 10 partidos en la Libertadores 2017, de los cuales ganó 4, empató 2 y perdió 4. Anotó y recibió la misma cantidad de goles, 14.

#### Atlético Tucumán - El Nacional
| 31 de enero de 2017, 20:00 (UTC-3) | Atlético Tucumán          | 2:2 (1:1) | El Nacional                 | Estadio Monumental José Fierro, San Miguel de Tucumán       |                                                             |
|                                    | Zampedri 1' · Barbona 77' | Reporte   | F. Borja 36' · De Jesús 83' | Asistencia: 35 200 espectadores Árbitro(s): Ricardo Marques | Asistencia: 35 200 espectadores Árbitro(s): Ricardo Marques |

| 7 de febrero de 2017, 19:15 (UTC-5)                                | El Nacional | 0:1 (0:0) | Atlético Tucumán | Estadio Olímpico Atahualpa, Quito                        |                                                          |
|                                                                    |             | Reporte   | Zampedri 63'     | Asistencia: 24 000 espectadores Árbitro(s): Andrés Cunha | Asistencia: 24 000 espectadores Árbitro(s): Andrés Cunha |
| Atlético Tucumán estaba con la camiseta de la sub-20 de Argentina. |             |           |                  |                                                          |                                                          |

#### Junior - Atlético Tucumán
| 16 de febrero de 2017, 17:15 (UTC-5) | Junior     | 1:0 (0:0) | Atlético Tucumán | Estadio Jaime Morón, Cartagena                          |                                                         |
|                                      | Aponzá 71' | Reporte   |                  | Asistencia: 2 000 espectadores Árbitro(s): Sandro Ricci | Asistencia: 2 000 espectadores Árbitro(s): Sandro Ricci |

| 23 de febrero de 2017, 19:15 (UTC-3) | Atlético Tucumán                           | 3:1 (3:0) | Junior        | Estadio Monumental José Fierro, Tucumán                     |                                                             |
|                                      | Aliendro 19' · Menéndez 23' · Zampedri 28' | Reporte   | Hernández 83' | Asistencia: 35 200 espectadores Árbitro(s): Víctor Carrillo | Asistencia: 35 200 espectadores Árbitro(s): Víctor Carrillo |

#### Fase de grupos
El Grupo 5 de la Copa Libertadores 2017 fue uno de los ocho en los que se divide la fase de grupos del campeonato. Cada grupo está conformado por cuatro equipos, sin que haya dos del mismo país, excepto que uno de ellos provenga de la fase 3. Está integrado por Peñarol de Uruguay, Palmeiras de Brasil, Jorge Wilstermann de Bolivia y Atlético Tucumán de Argentina, siendo este último el ganador 4 de la fase 3.

#### Partidos

##### Fecha 1
| 8 de marzo de 2017, 21:45 (UTC-3) | Atlético Tucumán | 1:1 (1:1) | Palmeiras | Estadio Monumental José Fierro, Tucumán                         |                                                                 |
|                                   | Zampedri 24'     | Reporte   | Keno 40'  | Asistencia: 35 000 espectadores Árbitro(s): Mario Díaz de Vivar | Asistencia: 35 000 espectadores Árbitro(s): Mario Díaz de Vivar |

##### Fecha 2
| 16 de marzo de 2017, 21:00 (UTC-3) | Peñarol                     | 2:1 (0:0) | Atlético Tucumán | Estadio Campeón del Siglo, Montevideo                  |                                                        |
|                                    | Hernández 66' · Affonso 68' | Reporte   | Menéndez 60'     | Asistencia: 28 000 espectadores Árbitro(s): Diego Haro | Asistencia: 28 000 espectadores Árbitro(s): Diego Haro |

##### Fecha 3
| 11 de abril de 2017, 18:30 (UTC-4) | Jorge Wilstermann         | 2:1 (0:0) | Atlético Tucumán | Estadio Félix Capriles, Cochabamba                        |                                                           |
|                                    | Álvarez 62' · Cabezas 71' | Reporte   | Palomino 55'     | Asistencia: 26 000 espectadores Árbitro(s): Roberto Tobar | Asistencia: 26 000 espectadores Árbitro(s): Roberto Tobar |

##### Fecha 4
| 25 de abril de 2017, 19:30 (UTC-3) | Atlético Tucumán         | 2:1 (0:0) | Jorge Wilstermann | Estadio Monumental José Fierro, Tucumán               |                                                       |
|                                    | Canuto 50' · Barbona 78' | Reporte   | Cabezas 78'       | Asistencia: 30 000 espectadores Árbitro(s): Juan Soto | Asistencia: 30 000 espectadores Árbitro(s): Juan Soto |

##### Fecha 5
| 2 de mayo de 2017, 19:30 (UTC-3) | Atlético Tucumán            | 2:1 (0:0) | Peñarol          | Estadio Monumental José Fierro, Tucumán                    |                                                            |
|                                  | Zampedri 76' · González 79' | Reporte   | G. Rodríguez 83' | Asistencia: 32 000 espectadores Árbitro(s): Julio Bascuñán | Asistencia: 32 000 espectadores Árbitro(s): Julio Bascuñán |

##### Fecha 6
| 24 de mayo de 2017, 21:45 (UTC-3) | Palmeiras                               | 3:1 (1:0) | Atlético Tucumán | Allianz Parque, São Paulo                                 |                                                           |
|                                   | Mina 14' · Willian 68' · Zé Roberto 90' | Reporte   | L. Rodríguez 56' | Asistencia: 37 418 espectadores Árbitro(s): Wilmar Roldán | Asistencia: 37 418 espectadores Árbitro(s): Wilmar Roldán |

#### La hazaña en Quito
Uno de los partidos más épicos y trascendentales fue el que jugó con la camiseta de la Selección Argentina contra El Nacional de Quito.
A las 19.15 (horario de Quito) del 7 de febrero de 2017 estaba programado el partido de vuelta del segundo turno preliminar de la Copa Libertadores: en el Olímpico Atahualpa tenían que jugar El Nacional–Atlético Tucumán. Para contrarrestar el efecto de los 2850 metros de altitud de Quito, el equipo argentino pasó los días previos en Guayaquil y quiso viajar a último momento hasta la sede del partido. Sin embargo, cuando el avión ya estaba en la pista, desde la torre de control le negaron el despegue. La Dirección General de Aviación Civil de Ecuador informó, a través de su web, que canceló el vuelo de AEROVIAS DAP porque no cumplía "con las normativas vigentes". En el medio de la incertidumbre, los directivos tucumanos encontraron un plan B: abordaron un vuelo de línea a Quito de la empresa LATAM. En simultáneo, el embajador argentino Luis Juez hacía gestiones para que el partido se lleve a cabo, ya que los ecuatorianos querían los puntos que les correspondían por reglamento, debido al atraso. Finalmente la Conmebol ordenó que se juegue.
El equipo aterrizó en el aeropuerto de Quito a las 19:28, a solo 13 minutos del horario previsto para el inicio del encuentro. Subieron a un ómnibus que los llevó al estadio a 130 kph, escoltado por policías. Como el equipaje con las camisetas y demás indumentaria nunca llegó el club tuvo que pedir prestadas camisetas y botines que fueron cedidas gentilmente por parte del sub-20 argentino que disputaba en la misma ciudad el Sudamericano de la categoría, los directivos tucumanos en velocísima gestión pidieron prestadas la utilería. Con las pulsaciones al límite, con indumentaria que no era de su talle y sin tiempo para calentamiento, Atlético Tucumán jugó un partido fantástico: todos estaban concentrados, a pesar de lo que aconteció, y dominaron el juego durante más de una hora, acercándose más de una vez al gol necesario para clasificar pero sin poder convertir. A los 18´ST, tras una excelente jugada de David Barbona, Fernando Evangelista tiró un centro desde la izquierda, la pelota se desvió en un defensor y le quedó a Fernando Zampedri para que cabeceara bombeado por encima del arquero Cuero. La pelota entró casi pidiendo permiso y desató el festejo de los miles de tucumanos que llegaron a Quito. Así Atlético Tucumán supo llevarse la victoria que le valió la clasificación.
Este hecho fue noticia en todo el mundo, siendo remarcada en los principales medios nacionales e internacionales.

#### Participación en la Sudamericana
Al finalizar en el tercer lugar del grupo, Atlético clasificó a la segunda fase de la Conmebol Sudamericana 2017. En esa instancia superó a Oriente Petrolero por un global de 6-2, luego de derrotarlo de local y visitante. En octavos de final Atlético venció de local a Independiente por 1 a 0, pero cayó de visitante por 2 a 0.
El Pulga Luis Rodríguez, capitán de Atlético, fue uno de los goleadores del certamen con 5 tantos, igual cifra que el ecuatoriano Jhon Cifuente y el brasileño Felipe Vizeu. En 2017 Atlético fue el equipo argentino que más partidos oficiales disputó, con 48 encuentros, 14 de ellos internacionales. River Plate, con 47, quedó segundo, mientras que Lanús fue tercero con 45 e Independiente cuarto con 42.

#### Dieciseisavos de final

##### Oriente Petrolero - Atlético Tucumán
| 11 de julio de 2017, 20:45 (UTC-4) | Oriente Petrolero | 2:3 (1:0) | Atlético Tucumán                              | Estadio Ramón Tahuichi Aguilera, Santa Cruz de la Sierra |                                    |
|                                    | Freitas 1' 87'    | Reporte   | L. Rodríguez 63' · Bianchi 71' · Zampedri 88' | Árbitro(s): Juan Carlos Albarracín                       | Árbitro(s): Juan Carlos Albarracín |

| Uniformes | Uniformes |
| --------- | --------- |
|           |           |

| 1 de agosto de 2017, 21:45 (UTC-3) | Atlético Tucumán         | 3:0 (1:0) | Oriente Petrolero | Estadio Monumental José Fierro, Tucumán |                          |
|                                    | L. Rodríguez 44' 50' 83' | Reporte   |                   | Árbitro(s): Sandro Ricci                | Árbitro(s): Sandro Ricci |

| Uniformes | Uniformes |
| --------- | --------- |
|           |           |

#### Octavos de final

##### Independiente - Atlético Tucumán
| 22 de agosto, 21:45 (UTC-3) | Atlético Tucumán | 1:0 (1:0) | Independiente | Estadio Monumental José Fierro, Tucumán                      |                                                              |
|                             | L. Rodríguez 42' | Reporte   |               | Asistencia: 33 000 espectadores Árbitro(s): Anderson Daronco | Asistencia: 33 000 espectadores Árbitro(s): Anderson Daronco |

| Uniformes | Uniformes |
| --------- | --------- |
|           |           |

| 12 de septiembre, 21:45 (UTC-3) | Independiente               | 2:0 (1:0) | Atlético Tucumán | Estadio Libertadores de América, Avellaneda              |                                                          |
|                                 | Fernández 16' · Benítez 83' | Reporte   |                  | Asistencia: 40 000 espectadores Árbitro(s): Andrés Cunha | Asistencia: 40 000 espectadores Árbitro(s): Andrés Cunha |

| Uniformes | Uniformes |
| --------- | --------- |
|           |           |

#### Subcampeonato de la Copa Argentina y clasificación a la Conmebol Libertadores 2018
En el año 2017, Atlético llegó a la final de la Copa Argentina por primera vez en su historia, luego de superar a cinco equipos directamente afiliados a la AFA: All Boys, Independiente, Sarmiento de Junín, Vélez y Rosario Central. En la semifinal, Central tuvo la oportunidad de abrir el marcador con un penal que fue atajado por el arquero de Atlético, Cristian Lucchetti. Pocos minutos después, el histórico arquero y capitán del Decano debió salir por una lesión en el hombro y dejó su lugar a Alejandro Sánchez, quien conservó el 0 a 0 durante los 90 minutos. En la tanda de tiros penales, el "Oso" Sánchez, terminó vistiéndose de héroe al atajar los remates de Diego Rodríguez y Mauricio Martínez; Marco Ruben desvió su tiro por encima del travesaño. Atlético ganó los penales por 3 a 1 con goles de David Barbona, Francisco Grahl y Favio Álvarez.
En la final, disputada el 9 de diciembre en el estadio Malvinas Argentinas de Mendoza, perdió con River por un ajustado 2 a 1. De esa manera, Atlético se convirtió en el primer club no afiliado directamente a la AFA en llegar a una final de Copa Argentina y el segundo del interior del país, luego de Rosario Central. Asimismo, el subcampeonato le permitió la clasificación directa a la fase de grupos de la Conmebol Libertadores 2018, en lo que sería su tercera participación de un campeonato continental en su rica historia futbolística.

#### Camino a la final
| River Plate        | River Plate | Fase                     | Atlético Tucumán | Atlético Tucumán |
| ------------------ | ----------- | ------------------------ | ---------------- | ---------------- |
| Rival              | Resultado   |                          | Rival            | Resultado        |
| Atlas              | 3 - 0       | Treintaidosavos de final | All Boys         | (4) 1 - 1 (1)    |
| Instituto          | 4 - 1       | Dieciseisavos de final   | Independiente    | 2 - 1            |
| Defensa y Justicia | 3 - 0       | Octavos de final         | Sarmiento (J)    | 4 - 0            |
| Atlanta            | 4 - 1       | Cuartos de final         | Vélez Sarsfield  | 1 - 0            |
| Deportivo Morón    | 3 - 0       | Semifinales              | Rosario Central  | (3) 0 - 0 (1)    |

#### Partido
| 9 de diciembre de 2017, 19:15 | River Plate                  | 2:1 (1:1) | Atlético Tucumán | Estadio Malvinas Argentinas, Mendoza                           |                                                                |
|                               | Scocco 9' · I. Fernández 48' | Reporte   | L. Rodríguez 11' | Asistencia: 40 000 espectadores Árbitro(s): Fernando Rapallini | Asistencia: 40 000 espectadores Árbitro(s): Fernando Rapallini |

##### Ficha
| 25         | POR        | Enrique Bologna   |     |
| 29         | DEF        | Gonzalo Montiel   |     |
| 2          | DEF        | Jonatan Maidana   |     |
| 22         | DEF        | Javier Pinola     |     |
| 3          | DEF        | Marcelo Saracchi  |     |
| 23         | MED        | Leonardo Ponzio   |     |
| 16         | MED        | Ariel Rojas       | 61' |
| 26         | MED        | Ignacio Fernández |     |
| 24         | MED        | Enzo Pérez        | 67' |
| 10         | MED        | Gonzalo Martínez  |     |
| 32         | DEL        | Ignacio Scocco    | 81' |
| Entrenador | Entrenador | Marcelo Gallardo  |     |

| 17         | POR        | Alejandro Sánchez     |     |
| 8          | DEF        | Guillermo Acosta      |     |
| 2          | DEF        | Rafael García         |     |
| 31         | DEF        | Yonathan Cabral       |     |
| 35         | DEF        | Cristian Villagra     |     |
| 19         | MED        | David Barbona         | 85' |
| 29         | MED        | Rodrigo Aliendro      |     |
| 32         | MED        | Francisco Grahl       | 65' |
| 10         | MED        | Gervasio Nuñez        | 59' |
| 11         | DEL        | Favio Álvarez         |     |
| 7          | DEL        | Luis Miguel Rodríguez |     |
| Entrenador | Entrenador | Ricardo Zielinski     |     |

| 11 | MED | Nicolás De La Cruz  | 61' |
| 17 | DEL | Carlos Auzqui       | 67' |
| 19 | DEL | Rafael Santos Borré | 81' |

| 22 | MED | Alejandro Melo   | 59' |
| 18 | DEL | Ismael Blanco    | 65' |
| 9  | DEL | Mauricio Affonso | 85' |

| Anotado | 9'  | Ignacio Scocco    | 1–0 |
| Anotado | 48' | Ignacio Fernández | 2–1 |

| Anotado | 11' | Luis Miguel Rodríguez | 1–1 |

| Amonestado | 55'   | Enzo Pérez       |
| Amonestado | 90+1' | Gonzalo Martínez |

| Amonestado | 71' | Rafael García |

| Árbitro             | Fernando Rapallini |
| Árbitros asistentes | Sergio Viola       |
| Árbitros asistentes | Alejandro Mazza    |
| Cuarto árbitro      | Hernán Mastrángelo |

| 25         | POR        | Enrique Bologna   |     |
| 29         | DEF        | Gonzalo Montiel   |     |
| 2          | DEF        | Jonatan Maidana   |     |
| 22         | DEF        | Javier Pinola     |     |
| 3          | DEF        | Marcelo Saracchi  |     |
| 23         | MED        | Leonardo Ponzio   |     |
| 16         | MED        | Ariel Rojas       | 61' |
| 26         | MED        | Ignacio Fernández |     |
| 24         | MED        | Enzo Pérez        | 67' |
| 10         | MED        | Gonzalo Martínez  |     |
| 32         | DEL        | Ignacio Scocco    | 81' |
| Entrenador | Entrenador | Marcelo Gallardo  |     |

| 17         | POR        | Alejandro Sánchez     |     |
| 8          | DEF        | Guillermo Acosta      |     |
| 2          | DEF        | Rafael García         |     |
| 31         | DEF        | Yonathan Cabral       |     |
| 35         | DEF        | Cristian Villagra     |     |
| 19         | MED        | David Barbona         | 85' |
| 29         | MED        | Rodrigo Aliendro      |     |
| 32         | MED        | Francisco Grahl       | 65' |
| 10         | MED        | Gervasio Nuñez        | 59' |
| 11         | DEL        | Favio Álvarez         |     |
| 7          | DEL        | Luis Miguel Rodríguez |     |
| Entrenador | Entrenador | Ricardo Zielinski     |     |

| 11 | MED | Nicolás De La Cruz  | 61' |
| 17 | DEL | Carlos Auzqui       | 67' |
| 19 | DEL | Rafael Santos Borré | 81' |

| 22 | MED | Alejandro Melo   | 59' |
| 18 | DEL | Ismael Blanco    | 65' |
| 9  | DEL | Mauricio Affonso | 85' |

| Anotado | 9'  | Ignacio Scocco    | 1–0 |
| Anotado | 48' | Ignacio Fernández | 2–1 |

| Anotado | 11' | Luis Miguel Rodríguez | 1–1 |

| Amonestado | 55'   | Enzo Pérez       |
| Amonestado | 90+1' | Gonzalo Martínez |

| Amonestado | 71' | Rafael García |

| Árbitro             | Fernando Rapallini |
| Árbitros asistentes | Sergio Viola       |
| Árbitros asistentes | Alejandro Mazza    |
| Cuarto árbitro      | Hernán Mastrángelo |

#### Histórica participación en laCopa Libertadores 2018
Al conjunto tucumano le tocó el Grupo C junto a Libertad de Paraguay, The Strongest de Bolivia y nuevamente Peñarol de Uruguay.
Arrancó perdiendo los primeros dos partidos, 0-2 en el José Fierro con Libertad y 1-3 con Peñarol en Montevideo, pero a partir de la histórica victoria 2-1 contra The Strongest en La Paz, empezó a ganar 2 partidos en fila (3-0 contra The Strongest en el José Fierro y 1-0 contra Peñarol también en el José Fierro) y empatar 0-0 contra Libertad, en el Estadio Nicolás Leoz. Atlético terminó segundo en el grupo con 10 puntos por lo que se clasificó a los octavos de final, se enfrentó con Atlético Nacional. En la ida le ganó 2-0 de local y en la vuelta perdió 0-1 en Medellín, pero por el global se clasificaría históricamente a los cuartos de final, donde enfrentó al último campeón de América en ese momento, Gremio.  En la ida perdió 0-2 en el José Fierro y en la vuelta perdió 0-4 en Porto Alegre, quedando eliminado de la Copa Libertadores.

#### Fase de grupos
El Grupo C de la Copa Libertadores 2018 fue uno de los ocho en los que se divide la fase de grupos del campeonato. Cada grupo está conformado por cuatro equipos, sin que haya dos de un mismo país, excepto que uno de ellos provenga de la fase 3. Este grupo está compuesto por Peñarol de Uruguay, Libertad de Paraguay, The Strongest de Bolivia y Atlético Tucumán de Argentina.

##### Tabla de posiciones
| Equipo           | Pts. | PJ | PG | PE | PP | GF | GC | Dif. |
| ---------------- | ---- | -- | -- | -- | -- | -- | -- | ---- |
| Libertad         | 13   | 6  | 4  | 1  | 1  | 10 | 4  | 6    |
| Atlético Tucumán | 10   | 6  | 3  | 1  | 2  | 7  | 6  | 1    |
| Peñarol          | 9    | 6  | 3  | 0  | 3  | 8  | 5  | 3    |
| The Strongest    | 3    | 6  | 1  | 0  | 5  | 3  | 13 | −10  |

|  | Clasificados a los octavos de final.                        |
|  | Clasificado a la segunda fase de la Copa Sudamericana 2018. |

#### Fecha 1
| 13 de marzo de 2018, 19:15 (UTC−3) | Atlético Tucumán | 0:2 (0:0) | Libertad                  | Estadio Monumental José Fierro, San Miguel de Tucumán     |                                                           |
|                                    |                  | Reporte   | Salcedo 63' · Alborno 78' | Asistencia: 30 000 espectadores Árbitro(s): Raphael Claus | Asistencia: 30 000 espectadores Árbitro(s): Raphael Claus |

##### Fecha 2
| 4 de abril de 2018, 19:15 (UTC-3) | Peñarol                                                | 3:1 (1:0) | Atlético Tucumán        | Estadio Campeón del Siglo, Montevideo                      |                                                            |
|                                   | C. Rodríguez 10' (pen.) · Acosta 50' (a.g.) · Rojo 82' | Reporte   | L. Rodríguez 64' (pen.) | Asistencia: 28 605 espectadores Árbitro(s): Wilton Sampaio | Asistencia: 28 605 espectadores Árbitro(s): Wilton Sampaio |

##### Fecha 3
| 18 de abril de 2018, 18:15 (UTC-4) | The Strongest | 1:2 (1:1) | Atlético Tucumán       | Estadio Hernando Siles, La Paz                             |                                                            |
|                                    | Ibargüen 38'  | Reporte   | Romat 12' · Toledo 75' | Asistencia: 24 907 espectadores Árbitro(s): Julio Bascuñán | Asistencia: 24 907 espectadores Árbitro(s): Julio Bascuñán |

##### Fecha 4
| 25 de abril de 2018, 19:15 (UTC-3) | Atlético Tucumán                        | 3:0 (2:0) | The Strongest | Estadio Monumental José Fierro, San Miguel de Tucumán        |                                                              |
|                                    | Díaz 30' · Núñez 44' · L. Rodríguez 89' | Reporte   |               | Asistencia: 32 500 espectadores Árbitro(s): Luiz de Oliveira | Asistencia: 32 500 espectadores Árbitro(s): Luiz de Oliveira |

##### Fecha 5
| 2 de mayo de 2018, 19.15 (UTC-3) | Atlético Tucumán | 1:0 (0:0) | Peñarol | Estadio Monumental José Fierro, San Miguel de Tucumán    |                                                          |
|                                  | Díaz 58'         | Reporte   |         | Asistencia: 35 000 espectadores Árbitro(s): Sandro Ricci | Asistencia: 35 000 espectadores Árbitro(s): Sandro Ricci |

##### Fecha 6
| 17 de mayo de 2018, 18:15 (UTC-4) | Libertad | 0:0     | Atlético Tucumán | Estadio Dr. Nicolás Leoz, Asunción                        |                                                           |
|                                   |          | Reporte |                  | Asistencia: 9 561 espectadores Árbitro(s): Wilton Sampaio | Asistencia: 9 561 espectadores Árbitro(s): Wilton Sampaio |

#### Octavos de final
| 9 de agosto de 2018, 21:45 (UTC-3) | Atlético Tucumán     | 2:0 (1:0) | Atlético Nacional | Estadio Monumental José Fierro, San Miguel de Tucumán   |                                                         |
|                                    | Díaz 7' · Acosta 71' | Reporte   |                   | Asistencia: 35 200 espectadores Árbitro(s): Eber Aquino | Asistencia: 35 200 espectadores Árbitro(s): Eber Aquino |

| 28 de agosto de 2018,, 19:45 (UTC-5) | Atlético Nacional | 1:0 (1:0) | Atlético Tucumán | Estadio Atanasio Girardot, Medellín                       |                                                           |
|                                      | Duarte 12'        | Reporte   |                  | Asistencia: 39 167 espectadores Árbitro(s): Roberto Tobar | Asistencia: 39 167 espectadores Árbitro(s): Roberto Tobar |

#### Cuartos de final
| 18 de septiembre, 21:45 (UTC-3) | Atlético Tucumán | 0:2 (0:1) | Grêmio                    | Estadio Monumental José Fierro, San Miguel de Tucumán     |                                                           |
|                                 |                  | Reporte   | Alisson 34' · Everton 54' | Asistencia: 34 923 espectadores Árbitro(s): Wilmar Roldán | Asistencia: 34 923 espectadores Árbitro(s): Wilmar Roldán |

| 2 de octubre, 21:45 (UTC-3) | Grêmio                                                                | 4:0 (2:0) | Atlético Tucumán | Arena do Grêmio, Porto Alegre                             |                                                           |
|                             | Luan 35' · Cícero 44' (pen.) · Sánchez 52' (a.g.) · Jael 90+1' (pen.) | Reporte   |                  | Asistencia: 47 304 espectadores Árbitro(s): Roberto Tobar | Asistencia: 47 304 espectadores Árbitro(s): Roberto Tobar |

#### Clasificación a laCopa Libertadores 2020
Tras una buena Superliga, Atlético terminó en la 5.ª posición, asegurándose jugar una nueva copa internacional, la Sudamericana 2020 teniendo la posibilidad de lograr disputar la Libertadores. El 13 de diciembre de 2019, luego de que River Plate se consagrará campeón de la Copa Argentina logró entrar a la Conmebol Libertadores 2020 por su posición en la Superliga 2018/2019 logrando así jugar su 4.ª copa internacional en su historia.

#### Fase 2

##### Atlético Tucumán - The Strongest
| 5 de febrero de 2020, 20:30 (UTC-4) | The Strongest              | 2:0 (1:0) | Atlético Tucumán | Estadio Hernando Siles, La Paz |                                |
|                                     | Reinoso 45+1' · Willie 69' | Reporte   |                  | Árbitro(s): Guillermo Guerrero | Árbitro(s): Guillermo Guerrero |

| 12 de febrero de 2020, 21:30 (UTC-3) | Atlético Tucumán                                                 | 2:0 (1:0) (6:5 p.)         | The Strongest                                                         | Estadio Monumental José Fierro, Tucumán |                           |
|                                      | Ortiz 22' · Heredia 58'                                          | Reporte                    |                                                                       | Árbitro(s): Raphael Claus               | Árbitro(s): Raphael Claus |
|                                      |                                                                  | Tiros desde el punto penal |                                                                       |                                         |                           |
|                                      | Toledo · Carrera · Lucchetti · Lotti · Bravo · Fernández · Ortiz |                            | Reinoso · Veizaga · Valverde · Willie · Blackburn · Castillo · Torres |                                         |                           |

#### Fase 3

##### Atlético Tucumán - Independiente Medellín
| 18 de febrero de 2020, 19:30 (UTC-5) | Independiente Medellín | 1:0 (1:0) | Atlético Tucumán | Estadio Atanasio Girardot, Medellín |                         |
|                                      | Ricaurte 16'           | Reporte   |                  | Árbitro(s): Bruno Arleu             | Árbitro(s): Bruno Arleu |

| 25 de febrero de 2020, 21:30 (UTC-3) | Atlético Tucumán                | 1:0 (1:0) (2:4 p.)         | Independiente Medellín                | Estadio Monumental José Fierro, Tucumán |                            |
|                                      | Heredia 21'                     |                            |                                       | Árbitro(s): Alexis Herrera              | Árbitro(s): Alexis Herrera |
|                                      |                                 | Tiros desde el punto penal |                                       |                                         |                            |
|                                      | Díaz · Lotti · Aguirre · Monzón |                            | Ricaurte · Cadavid · Castro · Arregui |                                         |                            |

### Videojuegos

#### Pro Evolution Soccer
- PES 2016 (No Licenciado)
- PES 2017 (Licenciado)
- PES 2018 (Licenciado)
- PES 2019 (Licenciado)
- PES 2020 (Licenciado)
- PES 2021 (Licenciado)
- eFootball 2022-23 (Licenciado)

#### FIFA
- FIFA 17 (Licenciado) (equipaciones 2015/16)
- FIFA 18 (Licenciado) (equipaciones 2016/17)
- FIFA 19 (Licenciado) (equipaciones 2017/18)
- FIFA 20 (Licenciado) (equipaciones 2018/19)
- FIFA 21 (Licenciado) (equipaciones 2019/20)
- FIFA 22 (Licenciado) (equipaciones 2020/21)

## Rivalidades

### Clásico tucumano
El clásico tucumano es el partido que enfrenta a Atlético con San Martín, los dos clubes más importantes de la provincia de Tucumán. El primer encuentro se dio el 28 de mayo de 1911 y fue triunfo de Atlético. Los enfrentamientos entre ambos, se dieron en Primera, B Nacional y Torneo Argentino A.
En total Decanos y Santos se enfrentaron 284 veces de manera oficial, con 101 triunfos para Atlético, 88 empates y 95 triunfos para San Martín.

### Otros clásicos/rivalidades
Además, de su tradicional rival, también mantiene una rivalidad con los siguientes clubes:
- Central Córdoba (SdE)[191][192]
- Gimnasia de Jujuy[193][194][195]
- Belgrano[196]
- Independiente[197][198]

### Historiales
- Actualizado al último enfrentamiento: 30 de enero de 2025.

### Rivalidades Internacionales
- Peñarol

La rivalidad entre el Decano y el Carbonero se dio por conflictos entre las hinchadas.

## Comisión directiva 2022-2025
| IconoComisión directiva |
| |
| - Presidente: Mario Leito - Vicepresidente 1.º: Gabriel Alperovich - Vicepresidente 2.º: Ignacio Golobisky - Vicepresidente 3.º: Gonzalo Carrillo - Vocales titulares: María Mocoroa, Miguel Abbondándolo, Mario Ávila, Roberto Daruis, Efrain Suárez, Alejandro Medina, Angel Zamoratte, Martin García, Gregorio Godoy, Silvio Nava, Santiago Molina, Carlos Aguirre, Guillermo Soler y Luis Fernández. - Vocales suplentes: Miguel Dulor, Ruben Gultemirian, Luis Farina, Celia Palacios, Roque Luna, Carlos Merino y Federico Liebano. - Revisores de cuentas: Aldo Fernández Demarsico, Jorge Llarrull y Mario Martínez Salazar. |
| |

### Cronología de los presidentes
| Presidentes de Atlético |
| |
| - 2019-presente: Mario Leito - 2019: Enrique Salvatierra (Interino) - 2008-2019: Mario Leito - 2003-2007: Carlos Hasbani - 2001-2003: Luis Adad - 1999-2001: Raul Fioretti - 1997-1999: Julio Miranda - 1995-1997: Rodolfo Berbeluk - 1991-1995: Mariano Cangemi - 1981-1991: Julio Cesar Ramos - 1979-1980: Elio Giacosa - 1975-1978: Julio Cesar Ramos - 1973-1974: Elio Giacosa - 1971-1972: Julio Cesar Ramos - 1960-1970: Arturo de la Vega - Década del 50: José Salmoiraghi - 1945-1950: Juan Victorio Pidutti - 1935-1939: Alberto Valentié - 1926-1935: Julio Monti - 1921-1926: Isauro Silva - 1908-1920: José Fierro - 1902-1907: Agenor Albornoz |
| |

## Uniforme
- Uniforme titular: camiseta celeste y blanca a rayas verticales (el primer club en la Argentina en utilizar esta camiseta), pantalón blanco, medias blancas.
- Uniforme alternativo: camiseta azul y pantalón azul y medias azules.

### Uniforme actual (2024)
| Jugadores de campo | Jugadores de campo | Jugadores de campo | Jugadores de campo |
| Titular            | Segunda equipación | Tercera equipación |                    |
| ------------------ | ------------------ | ------------------ | ------------------ |
|                    |                    |                    |                    |

### Últimos diseños
- 2023-24

|  |  |  |

- 2022-23

|  |  |  |

- 2021-22

|  |  |  |  |

- 2020-21

|  |  |

- 2019-20

|  |  |  |

- 2018-19

|  |  |  |

- 2017-18

|  |  |  |  |

- 2016-17

|  |  |  |  |

- 2015-16

|  |  |  |  |

- 2014-15

|  |  |  |  |

- 2013-14

|  |  |  |

- 2011-12

|  |  |  |  |

- 2009-11

|  |  |  |

### Indumentaria y patrocinador
| Período   | Proveedor |
| --------- | --------- |
| 1979-1983 | Topper    |
| 1984-1988 | Zeus      |
| 1988-1990 | Adidas    |
| 1990-1994 | Uhlsport  |
| 1994-2002 | Puma      |
| 2003-2005 | Meridian  |
| 2006-2014 | Topper    |
| 2014-2015 | KDY       |
| 2015-2025 | Umbro     |
| 2025 -    | Kappa     |

| Período       | Patrocinador                                           |
| ------------- | ------------------------------------------------------ |
| 1984-1988     | Zeus                                                   |
| 1988-1994     | Loma Negra                                             |
| 1994-1997     | Caja Popular Tucumán                                   |
| 1997-2002     | Cerveza Norte                                          |
| 2003-2004     | Refinor                                                |
| 2005          | Telekino                                               |
| 2005          | Goodyear Acceso Norte/ Telekino/ Tucumano Modelo Remis |
| 2006-2007     | Goodyear Acceso Norte/ Tucumano Modelo Remis           |
| 2007-2008     | Goodyear Acceso Norte/ Expreso Rivadavia               |
| 2008-2009     | Cerro                                                  |
| 2009-2010     | Ingenio San Juan/Flecha Bus                            |
| 2010-2013     | Motocicletas Brava/Boreal                              |
| 2013-2021     | Secco                                                  |
| 2022-2024     | Rapicuotas                                             |
| 2024-Presente | Caja Popular de Ahorros                                |

|-
| Período       | Patrocinador            |
| ------------- | ----------------------- |
| 1996–2004     | Credimas                |
| 2005–2007     | Vea                     |
| 2007–2009     | Telekino                |
| 2009–2012     | Credimas                |
| 2012–2013     | Secco                   |
| 2013–2019     | Credimas                |
| 2016–2018     | Casablanca              |
| 2019–2022     | Tarjeta Sucrédito       |
| 2022–2023     | Supermercado El Marques |
| 2024-presente | Casino Parque           |

|-

| valign=top |
| Período       | Patrocinador                                                                                                  |
| ------------- | --- |
| 2005–2006     | Credimas, Sporting (short)                                                                                    |
| 2006–2007     | Tucumano Modelo Remis, Credimas, Sporting (short)                                                             |
| 2007–2008     | Jorrat Computación                                                                                            |
| 2008–2009     | Credimas, Flecha Bus, Sporting (short), Ingenio San Juan (camiseta)                                           |
| 2009–2012     | Credimas, Flecha Bus, Sporting, Jugos Citric (short), Telekino (camiseta)                                     |
| 2012–2013     | Credimas, Flecha Bus, Sporting, Jugos Citric (short), Telekino, Credimas y Caja Popular de Ahorros (camiseta) |
| 2013–2014     | Credimas y Sporting (short), Boreal y Jugos Boog (camiseta)                                                   |
| 2015–2016     | Credimas, Flecha Bus y Sporting (short), Boreal, Jugos Boog y Telekino (camiseta)                             |
| 2016–2017     | Sporting (short), Boreal, Flecha Bus y Telekino (camiseta)                                                    |
| 2017–2018     | Sporting (short), Boreal, Flecha Bus y Gobierno de Tucumán (camiseta)                                         |
| 2018–2019     | Sporting y Podersa (short), Boreal, Flecha Bus y Prendarios.com (camiseta)                                    |
| 2019–2022     | Sporting, DirecTV (short), Boreal, Flecha Bus y Podersa (camiseta)                                            |
| 2022–2023     | Sporting, Boreal, Flecha Bus y Podersa (camiseta), DirecTV (short)                                            |
| 2024          | Sporting, Caja Popular de Ahorros y Flecha Bus (camiseta), Seguridad Omega (short)                            |
| 2024-presente | Sporting, Rapicuotas y Flecha Bus (camiseta), Seguridad Omega (short)                                         |

### Primera camiseta albiceleste de un equipo de Argentina
Atlético fue el primer equipo de toda Argentina que usó una camiseta con bastones blancos y celestes verticales. En un principio, se utilizó una camisa blanca, costumbre heredada de los ingleses. Pero en 1903, Thomas Barber, por entonces secretario de la Comisión Directiva del club, inspirado por el primer centenario del país que debía vivir Atlético Tucumán, decidió utilizar una camiseta con bastones verticales blancos y celestes. La estrenaron el 9 de julio de 1903, en el primer partido oficial del club. En esa oportunidad, el decano venció al Club Atlético Salteño (hoy Gimnasia y Tiro de Salta) por 3 a 1.
Por su parte, la selección argentina disputó su primer encuentro oficial contra Uruguay el 16 de mayo de 1901. Pero en aquel primer enfrentamiento, la Selección Argentina jugó con camisa celeste, pantalones blancos y medias negras.
Para explicar por qué es el primer equipo en utilizar los colores nacionales, se debe tener en cuenta que en los registros históricos, la primera vez que la Selección Nacional usó una camiseta blanca y celeste agregándose los bastones verticales, fue el 13 de septiembre de 1908, también contra la selección de Uruguay, por la copa de Ligas Newton.
Mientras que Racing Club (fundado el 25 de marzo de 1903) usó en primer término la camiseta a rayas negras y amarillas y otra roja, los socios del club no se ponían de acuerdo y su existencia corrió peligro. Finalmente La Academia adoptaría los colores albicelestes en el año 1910, en franjas verticales, en conmemoración al centenario de la Primera Junta y por ser el primer equipo argentino fundado íntegramente por criollos.
En 2003, Atlético Tucumán consultó al Centro de Investigaciones para la Historia del Fútbol acerca de las versiones que señalan que el Club Argentino de Quilmes fue el primero en utilizar una camiseta celeste y blanca a rayas verticales y tras presentar la documentación probatoria de que Atlético Tucumán ya lucía en 1903 camisas blancas a bastones verticales celeste, obtuvo la respuesta: "Para beneplácito de los decanos, informo que consultamos nuestros archivos, y, a pesar de que hubo más de 20 equipos con la camiseta celeste y blanca, no encontramos alguno que haya utilizado blanca y celeste a rayas verticales antes del año 1903 es por ello que Atlético Tucumán es el primer club en la Argentina que vistió esta camiseta".

### La tarde de la camiseta naranja
Sucedió la tarde de un sábado 13 de mayo de 1993, cuando se enfrentaban Atlético y Talleres en El Monumental. Ambos acostumbrados a vestir camiseta de similares características habían disputado el primer tiempo, el Decano con la tradicional y Rafaela con una blanca alternativa.
La silbatina no se hizo esperar, el color anaranjado se parece mucho al rojo, color que identifica al clásico rival.
La reprobación fue tan elocuente, que los jugadores se quitaron casi de inmediato dicha casaca y regresaron por el túnel a cambiarse, utilizando una vieja alternativa azul. Hoy en día, aquella camiseta, aunque resistida en su momento, es buscada por diversos coleccionistas.

## Goleadas

### A favor
En Primera División
- En el Nacional 1973: 4-0 vs Gimnasia de Jujuy.
- En el Nacional 1974: 4-1 vs Chaco For Ever.
- En el Nacional 1974: 7-1 vs Atlanta.
- En el Nacional 1978: 4-1 vs Gimnasia de Mendoza.
- En el Nacional 1978: 4-1 vs Chacarita.
- En el Nacional 1979: 3-0 vs Instituto.
- En el Torneo de Transición 2016: 3-0 vs Atlético Rafaela.
- En el Torneo de Transición 2016: 3-0 vs Argentinos Juniors.
- En el Campeonato 2016-2017: 3-0 vs Quilmes.
- En el Campeonato 2016-2017: 3-0 vs Banfield.
- En la Superliga 2017/2018: 3-0 vs Temperley.
- En la Superliga 2018/2019: 3-0 vs Tigre.
- En la Superliga 2018/2019: 4-1 vs Gimnasia de La Plata.
- En la Liga Profesional 2022: 4-0 vs Barracas Central.

En Segunda División
- En el Nacional B: 6-0 vs Los Andes en 1989.
- En el Nacional B: 7-0 vs Cipoletti en 1999.
- En el Nacional B: 5-0 vs Atlético Rafaela en 1994.
- En el Nacional B: 4-0 vs CAI en 2009.
- En el Nacional B: 4-1 vs Talleres en 2009.
- En el Nacional B: 5-0 vs Los Andes en 2015.

En Tercera División:
- En el Argentino A: 7-1 vs 13 de Junio de Pirané en 2002.
- En el Argentino A: 6-2 vs Gimnasia y Tiro de Salta en 2004.

En Torneos Internacionales
- En Conmebol Sudamericana: 3-0 vs Oriente Petrolero en 2017.
- En Conmebol Libertadores: 3-0 vs The Strongest en 2018.

En Copas Nacionales
- En Copa Argentina: 4-0 vs Sarmiento en 2017.
- En Copa de la Superliga: 3-0 vs River Plate en 2019.
- En Copa Diego Armando Maradona: 4-1 vs Racing en 2020.
- En Copa de la Liga Profesional: 5-0 vs Defensa y Justicia en 2021.

### En contra
En primera división
- En el Nacional 1974: 4-1 vs Independiente.
- En el Nacional 1975: 5-2 vs Talleres.
- En el Nacional 1980: 6-1 vs Rosario Central.
- En el Nacional 1980: 4-1 vs Racing.
- En el Apertura 2009: 4-0 vs Racing.
- En el: Transición 2016: 5-0 vs Tigre.
- En la Liga Profesional 2021: 4-0 vs Defensa y Justicia

En copas Nacionales
- En Copa de la Superliga 2019: 4-1 vs River Plate.
- En Copa de la Superliga 2019: 5-0 vs Tigre.
- En Copa de la Liga Profesional 2022: 4-0 vs Racing.
- En Copa de la Liga Profesional 2022: 4-0 vs Newell's.

En copas internacionales
- En Copa Libertadores: 4-0 vs Grêmio en 2018.

En segunda división
- En Nacional B: 0-4 vs Defensa y Justicia en 1988.
- En Nacional B: 0-4 vs Belgrano en 1990.
- En Nacional B: 0-4 vs Central Córdoba de Rosario en 1995.
- En Nacional B: 0-4 vs Cipolletti en 1996.
- En Nacional B: 0-4 vs Independiente Rivadavia en 2000.
- En Nacional B: 0-4 vs Gimnasia de Entre Ríos en 2002.
- En Nacional B: 0-4 vs Instituto en 2012.
- En Nacional B: 0-4 vs Quilmes[205] en 2012.
- En Nacional B: 0-4 vs Sarmiento en 2012.[206]

## Jugadores

### Mercado de pases

#### Altas 2025
| Verano                |                |                        |                                             |
| Jugador               | Posición       | Procedencia            | Tipo                                        |
| Tomás Durso           | Portero        | Gimnasia (La Plata)    | Compra del 50% del pase por USD 500.000.    |
| Damián Martínez       | Defensa        | Rosario Central        | Libre.                                      |
| Luciano Vallejo       | Defensa        | Boca Juniors           | Libre.                                      |
| Gianluca Ferrari      | Defensa        | Godoy Cruz             | Compra del pase.                            |
| Marcelo Ortiz         | Defensa        | Independiente Santa Fe | Regreso tras cesión.                        |
| Miguel Brizuela       | Defensa        | Instituto              | Préstamo por 12 meses con opción de compra. |
| Kevin López           | Centrocampista | Independiente          | Préstamo por 12 meses con opción de compra. |
| Lisandro Cabrera      | Delantero      | Sol de América         | Cesión.                                     |
| Ramiro Ruiz Rodríguez | Delantero      | Talleres               | Regreso tras cesión.                        |
| Nicolás Laméndola     | Delantero      | Aldosivi               | Regreso tras cesión.                        |
| Kevin Isa Luna        | Delantero      | Mitre                  | Regreso tras cesión.                        |
| Maximiliano Alanís    | Delantero      | Quilmes                | Regreso tras cesión.                        |
| Máximo Pereira        | Delantero      | Chaco For Ever         | Regreso tras cesión.                        |
| Carlos Auzqui         | Delantero      | O'Higgins              | Libre.                                      |
| Leandro Díaz          | Delantero      | Lanús                  | Libre.                                      |

#### Bajas 2025
| Verano               |                |                        |                                           |
| Jugador              | Posición       | Destino                | Tipo                                      |
| Nicolás Romero       | Defensa        | Minnesota United       | Venta del 80% del pase por USD 2.100.000. |
| Gino Peruzzi         | Defensa        | San Miguel             | Libre.                                    |
| Bruno Bianchi        | Defensa        | CA Douglas Haig        | Libre.                                    |
| Gabriel Risso Patrón | Defensa        | Botafogo FC            | Cesión.                                   |
| Francisco Flores     | Defensa        | San Lorenzo de Almagro | Fin de préstamo.                          |
| Tomás Castro Ponce   | Centrocampista | River Plate            | Fin de préstamo.                          |
| Justo Giani          | Centrocampista | Agente libre           |                                           |
| Francisco Bonfiglio  | Delantero      | Villarreal CF C        | Fin de préstamo.                          |
| Marcelo Estigarribia | Delantero      | Unión                  | Venta del 100% del pase.                  |

#### Cesiones 2025
| Verano               |           |               | |
| Jugador              | Posición  | Destino       | Tipo |
| Ignacio Maestro Puch | Delantero | Independiente | Cesión sin cargo y con obligación de compra del 50% del pase por USD 800.000 al cumplir 10 partidos durante 2025. |
| Gabriel Risso Patrón | Defensor  | Botafogo FC   | Cesión. |

### Máximos goleadores
- Más de 50 goles

| Jugador                  | Goles |
| ------------------------ | ----- |
| Santiago Michal          | 209   |
| Luis Miguel Rodríguez    | 132   |
| Raúl Villalba            | 126   |
| Donato Alberto Penella   | 125   |
| Juan Francisco Castro    | 119   |
| Francisco Martín         | 91    |
| Antonio Tejerina         | 87    |
| Raúl Martínez            | 86    |
| Dino Ferré               | 82    |
| Víctor Hugo Palomba      | 80    |
| Leónidas van Gelderen    | 75    |
| Julio Ricardo Villa      | 68    |
| Luis Carlos Reartez      | 67    |
| Horacio Manuel Santillán | 67    |
| Raúl José Campi          | 66    |
| Julio Leonardo Villafañe | 60    |
| Domingo Rodríguez        | 57    |
| Héctor Nicolás Gómez     | 57    |
| Julio Antonio Barreto    | 53    |

En negrita jugadores activos en el club.

### Máximas presencias
- Más de 100 partidos en el club.

| Jugador                  | Partidos |
| ------------------------ | -------- |
| Guillermo Acosta         | 386      |
| Francisco Ruíz           | 375      |
| Luis Miguel Rodríguez    | 352      |
| Cristian Lucchetti       | 349      |
| José Félix Bulacio       | 312      |
| Juan Francisco Castro    | 300      |
| Víctor Hugo Palomba      | 281      |
| Bruno Bianchi            | 268      |
| David Millicay           | 255      |
| Leónidas van Gelderen    | 235      |
| Víctor Hugo Morales      | 227      |
| Luis Reartez             | 220      |
| Carlos Alberto Suárez    | 216      |
| Jorge Jerez              | 214      |
| César Montiglio          | 210      |
| Donato Penella           | 208      |
| Héctor Cativa            | 206      |
| Santiago Michal          | 187      |
| Raúl Villalba            | 185      |
| Raúl José Campi          | 180      |
| Cristian Menéndez        | 177      |
| René Alberto Alderete    | 177      |
| Francisco Martín         | 174      |
| Lucas Ischuk             | 167      |
| Walter Jiménez           | 155      |
| Manuel Antonio Morales   | 154      |
| Oscar Pedraza            | 153      |
| Carlos Ariel Ibáñez      | 145      |
| Deivis Barone            | 137      |
| Miguel Ángel Diamante    | 134      |
| Renzo Tesuri             | 134      |
| Guido Aballay            | 133      |
| Alfredo Antonio Beltrán  | 132      |
| Antonio Apud             | 131      |
| Ricardo Salomón          | 130      |
| Froilán Mecca            | 130      |
| Genaro Sica              | 128      |
| Ramiro Ruíz Rodríguez    | 128      |
| Yonathan Cabral          | 127      |
| Enrique Fortunato Carino | 124      |
| Diego Barrado            | 123      |
| Ramiro Carrera           | 123      |
| Edgardo Galíndez         | 121      |
| Leandro Díaz             | 118      |
| Joaquín Pereyra          | 117      |
| Rodrigo Aliendro         | 116      |
| Mateo Coronel            | 115      |
| Raúl Martínez            | 110      |
| Martín Granero           | 110      |
| Augusto Lotti            | 110      |
| Claudio Sarría           | 109      |
| Julio Leonardo Villafañe | 109      |
| Marcelo Ortiz            | 109      |
| Julio Ricardo Villa      | 108      |
| Nicolás Romat            | 108      |
| Víctor Hugo Filippini    | 108      |
| Pablo Jemio              | 105      |
| Fabián Lazarte           | 104      |
| Marcelo Zerrizuela       | 104      |
| David Barbona            | 102      |
| Matías Orihuela          | 102      |

En negrita jugadores activos en el club.

### Ventas más caras del Club
| Ventas            | Ventas        | Ventas               | Ventas                                     | Ventas |
| Jugador           | Posición      | Destino              | Tipo                                       |        |
| ----------------- | ------------- | -------------------- | ------------------------------------------ | ------ |
| Tomás Cuello      | Delantero     | Paranaense           | Venta del 50% del pase por USD 2.500.000.  |        |
| Joaquín Pereyra   | Mediocampista | Minnesota United F.C | Venta del 70% del pase por USD 2.3500.000. |        |
| Fernando Zampedri | Delantero     | Rosario Central      | Venta del 100% del pase por USD 2.200.000. |        |
| Nicolás Romero    | Defensa       | Minnesota United     | Venta del 80% del pase por USD 2.100.000.  |        |
| Agustín Lagos     | Defensa       | Vélez                | Venta del 100% del pase por USD 900.000.   |        |
| Tomás Marchiori   | Arquero       | Vélez                | Venta del 50% del pase por USD 550.000.    |        |

- Los montos representan el dinero con el cual se quedó el Club.

### Goleadores en Torneos Nacionales
| Futbolista            | Campeonato          | Goles |
| --------------------- | ------------------- | ----- |
| Adrián Czornomaz      | B Nacional 1998-99  | 26    |
| Claudio Sarría        | Argentino A 2007-08 | 21    |
| Luis Miguel Rodríguez | B Nacional 2008-09  | 20    |
| Luis Miguel Rodríguez | B Nacional 2012-13  | 20    |

### Goleadores en Copas Nacionales
| Futbolista       | Campeonato                | Goles |
| ---------------- | ------------------------- | ----- |
| Gonzalo Garavano | Copa Argentina 2011-12    | 3     |
| Javier Toledo    | Copa de la Superliga 2019 | 6     |

### Goleadores en Copas Internacionales
| Futbolista            | Campeonato                 | Goles |
| --------------------- | -------------------------- | ----- |
| Luis Miguel Rodríguez | Conmebol Sudamericana 2017 | 5     |

### Jugadores retirados en Atlético Tucumán
- Luis Roberto Arancibia
- Santiago Michal
- Donato Penella
- Hugo Salvador Ginel
- Domingo Cáceres
- Raúl Aredes
- Gustavo Toledo
- Santiago Vergini
- Andrés Balanta †

### Jugadores que solo jugaron en Atlético Tucumán
- Hugo Salvador Ginel

### Jugadores convocados por Selecciones Nacionales
| Selección Mayor Argentina |
| ------------------------- |
| Donato Alberto Penella    |
| Genaro Sica               |
| Ricardo Julio Villa       |
| José Antonio Lencina      |
| René Alberto Alderete     |
| Victor Hugo Arroyo        |
| Raúl Agüero               |
| Hugo Salvador Ginel       |
| Juan Francisco Castro     |
| Juan César Silva          |
| Alberto Fassora           |
| Juan Pablo Pereyra        |
| Luis Rodríguez            |

| Selección Sub 23     |
| -------------------- |
| Héctor Nicolás Gómez |
| Hugo Salvador Ginel  |

| Selección Sub-20     |
| -------------------- |
| Tomás Cuello         |
| Ignacio Maestro Puch |

| Selección Sub-17  |
| ----------------- |
| Enrique Maza Díaz |

| Selección Sub-15      |
| --------------------- |
| Tobías Díaz           |
| Francisco Starezinchi |

| Selección femenina sub-17 |
| ------------------------- |
| Belén Monteros            |
| Carla Lezcano             |

| Selección Mayor Boliviana |
| ------------------------- |
| Miguel Rimba              |
| Carlos Lampe              |

| Selección Boliviana Sub-17 |
| -------------------------- |
| Brian Mamaní               |

| Selección Boliviana Sub-15 |
| -------------------------- |
| Carlos Fabián Borda Arauz  |

### Jugadores convocados a torneos de Selecciones Nacionales
| N.º  | Jugador                   | Selección        | Torneo                                           | Resultado        |
| ---- | ------------------------- | ---------------- | ------------------------------------------------ | ---------------- |
| 1.º  | Donato Alberto Penella    | Argentina        | Copa Newton 1927                                 | Campeón          |
| 2.º  | Donato Alberto Penella    | Argentina        | Copa Lipton 1927                                 | Subcampeón       |
| 3.º  | Alberto Fassora           | Argentina        | Campeonato Sudamericano 1929                     | Campeón          |
| 4.º  | Hugo Salvador Ginel       | Argentina        | Juegos Olímpicos 1960                            | Fase de grupos   |
| 5.º  | Ignacio Maestro Puch      | Argentina Sub-20 | Torneo de la Alcudia 2022                        | Campeón          |
| 6.º  | Ignacio Maestro Puch      | Argentina Sub-20 | Campeonato Sudamericano de Fútbol Sub-20 de 2023 | 4.º Grupo A      |
| 7.º  | Enrique Maza Díaz         | Argentina Sub-17 | Campeonato Sudamericano de Fútbol Sub-17 de 2023 | 3.º Fase final   |
| 8.º  | Ignacio Maestro Puch      | Argentina Sub-20 | Copa Mundial de Fútbol Sub-20 de 2023            | Octavos de final |
| 9.º  | Carlos Fabián Borda Arauz | Bolivia Sub-15   | Campeonato Sudamericano de Fútbol Sub-15 de 2023 | 5.º Grupo A      |
| 10.º | Carlos Fabián Borda Arauz | Bolivia Sub-17   | Campeonato Sudamericano de Fútbol Sub-17 de 2025 | 7.º Puesto       |

### Ídolos de club
| Futbolista             | Logros destacados | Goles |
| ---------------------- | --- | ----- |
| Santiago Michal        | Máximo goleador del club. Máximo goleador del Clásico tucumano (30 goles). | 209   |
| Luis Miguel Rodríguez  | Máximo goleador del club en torneos organizados por AFA. Goleador de la Primera B Nacional en 2008-09 y 2012-13. Goleador de la Copa Sudamericana en 2017. Segundo máximo goleador del club. | 132   |
| Guillermo Acosta       | Jugador con más partidos en la historia del club. | 30    |
| Juan Francisco Castro  | 7 veces campeón de la Liga Tucumana de Fútbol con el club. Quinto máximo goleador del club.                                                                                                  | 119   |
| Ricardo Julio Villa    | Campeón del mundo con Argentina en 1978. Noveno máximo goleador del club. | 68    |
| Claudio Sarría         | Capitán, goleador y figura del Argentino 2007-08. Decimonoveno máximo goleador del club. | 43    |
| Juan Manuel Azconzábal | Único en la institución en lograr dos campeonatos de la Primera B Nacional tanto como jugador en 2009 y como director técnico en 2015.                                                       | 3     |
| Cristian Lucchetti     | Mejor arquero de la historia del club. | 1     |

### Jugadores extranjeros con más partidos en el club
En negrita jugadores activos en el club. Más de 20 partidos jugados.
| País     | Jugador            | Partidos |
| -------- | ------------------ | -------- |
| Uruguay  | Deivis Barone      | 137      |
| Bolivia  | Martín Martos      | 67       |
| Paraguay | Líder Mármol       | 46       |
| Uruguay  | Pablo Cáceres      | 46       |
| Chile    | Pablo Hernández    | 35       |
| Uruguay  | Daniel Rodríguez   | 35       |
| Uruguay  | Domingo Cáceres    | 32       |
| Uruguay  | Rafael García      | 32       |
| Uruguay  | Mathías Abero      | 27       |
| Uruguay  | Víctor Píriz Alves | 26       |
| Uruguay  | Andrés Lamas       | 25       |
| Paraguay | Fabio Escobar      | 25       |
| Uruguay  | Víctor Píriz Alves | 23       |
| Paraguay | Claudio Vargas     | 21       |
| Uruguay  | Cristian Palacios  | 21       |
| Colombia | Miguel Julio       | 20       |
| Uruguay  | Hugo Romeo Guerra  | 20       |

### Jugadores extranjeros que jugaron en el club
| Nacionalidad | Número | Jugadores |
| ------------ | ------ | --- |
| Uruguay      | 24     | Domingo Cáceres, Daniel Rodríguez, Óscar Ferro, Hugo Romeo Guerra, Josemir Lujambio, Deivis Barone, Jonathan Blanes , Cristian Palacios, Julio Mozzo, Agustín Peña, Víctor Píriz Alves, Pablo Cáceres, Sergio Rodríguez Budes, Rodrigo Mieres, Rafael García, Gonzalo Freitas, Mauricio Affonso, Andrés Lamas, Mathias Abero, Ramiro Cristóbal, Jonathan Sandoval, Matías de los Santos, Juan Ignacio Gonzalez, Franco Nicola y Maximiliano Villa. |
| Paraguay     | 14     | Carlos Guirland, Carlos Martínez, Líder Mármol, Fabio Escobar, Claudio Vargas, César Leguizamón Arce, Fabio Ramos, Gastón Giménez, Enrique Meza Britez, Tomás Rojas, Alexis Doldán, Enrique Borja, Wilson Ibarrola, Marcelo González y Clever Ferreira. |
| Colombia     | 4      | Miguel Julio, Jairo Castillo, Jairo Palomino y Andrés Balanta. |
| Bolivia      | 3      | Martín Martos, Miguel Rimba y Carlos Lampe. |
| Chile        | 3      | Pablo Hernández, Fernando Zampedri, Felipe Campos. |
| Ecuador      | 1      | Juan José Govea. |
| Suiza        | 1      | Dylan Gissi. |

## Palmarés

### Títulos nacionales oficiales (1)
| Torneos y Copas Nacionales Oficiales         | Torneos y Copas Nacionales Oficiales | Torneos y Copas Nacionales Oficiales |
| Competición                                  | Títulos                              | Subcampeonatos                       |
| -------------------------------------------- | ------------------------------------ | ------------------------------------ |
| Copa de Campeones de la República (1/0)      | 1959-60.                             |                                      |
| Copa Argentina (0/1)                         |                                      | 2017.                                |
|                                              |                                      |                                      |
| Segunda categoría del fútbol argentino (2/1) | 2008-09 y 2015.                      | 1990-91.                             |
| Tercera categoría del fútbol argentino (2/1) | Clausura 2004 y 2007-08.             | 2003-04.                             |

### Torneos Regionales (3)
| Torneos regionales                        | Torneos regionales | Torneos regionales |
| Competición                               | Títulos            | Subcampeonatos     |
| ----------------------------------------- | ------------------ | ------------------ |
| Torneo Regional (2/0)                     | 1975 y 1981.       |                    |
| Torneo del Interior 1987 (Zonal NOA)(1/0) | 1986-87.           |                    |

- Los Torneos Regionales no dieron título de campeón, exceptuando el de la temporada 1985/86.
- El Torneo del Interior 1987 no otorgó título de campeón.

### Torneos de divisiones inferiores AFA (2)
| Campeonatos nacionales oficiales | Campeonatos nacionales oficiales          | Campeonatos nacionales oficiales |
| Competición                      | Títulos                                   | Subcampeonatos                   |
| -------------------------------- | ----------------------------------------- | -------------------------------- |
| Novena División AFA (2/0)        | Competencia 2014, Integración Norte 2015. |                                  |

### Torneos provinciales oficiales (70)[214]
| Torneos locales oficiales      | Torneos locales oficiales | Torneos locales oficiales |
| Competición                    | Período                   | Títulos |
| ------------------------------ | ------------------------- | --- |
| Liga de Clubes de Football (1) | 1911-1912.                | 1911. |
| Liga Tucumana de Football (3)  | 1915-1918.                | Copa de Honor 1915, Copa Campeonato 1916 y 1917.                                                                               |
| Unión Tucumana (1)             | 1918.                     | 1918. |
| Anual - FTF (21)               | 1919-1976.                | 1920, 1921, 1924, 1927, 1930, 1935, 1937, 1938, 1942, 1951, 1957, 1958, 1959, 1960, 1961, 1962, 1963, 1964, 1972, 1973 y 1975. |
| Honor - FTF (13)               | 1922-1973.                | 1935, 1936, 1937, 1938, 1939, 1944, 1952, 1954, 1956, 1957, 1958, 1959 y 1963.                                                 |
| Absoluto - FTF (13)            | 1936-1972.                | 1936, 1938, 1939, 1942, 1944, 1951, 1953, 1957, 1958, 1959, 1963, 1964 y 1972.                                                 |
| Competencia - FTF (8)          | 1919-1972.                | 1926, 1939, 1944, 1945, 1946, 1951, 1953 y 1957.                                                                               |
| Otros - FTF (2)                | 1966-1975.                | Clasificación "Percy Hill" 1967, Selección 1968.                                                                               |
| Anual - LTF (8)                | 1977-presente             | 1977, 1978, 1979, 1983, 1986, 2003, 2016 y 2019.                                                                               |

### Torneos amistosos (16)
| Torneos nacionales Amistosos                    | Torneos nacionales Amistosos         |
| Competición                                     | Títulos                              |
| ----------------------------------------------- | ------------------------------------ |
| Copa Leandro N. Alem (Tucumán) (6)              | 1933, 1935, 1936, 1940, 1944 y 1971. |
| Copa Pálpitos 24 (ant. Pálpitos Deportivos) (3) | 2007, 2013 y 2014.                   |
| Copa La Gaceta (3)                              | 2012, 2014 y 2015.                   |
| Copa King, Campeones del Noroeste (1)           | 1970.                                |
| Cuadrangular Jardín de la República (1)         | 1974.                                |
| Cuadrangular Mes de la Patria (1)               | 1979.                                |
| Copa Desafío (1)                                | 2001.                                |

### Torneos amistosos internacionales (5)
| Torneos Amistosos Internacionales                    | Torneos Amistosos Internacionales |
| Competición                                          | Títulos                           |
| ---------------------------------------------------- | --------------------------------- |
| Serie Río de La Plata (Copa Rafael García) (2)       | 2023, 2024.                       |
| Serie Río de La Plata (Copa Matías Aguirregaray) (1) | 2023.                             |
| Copa Tarjeta Titanio (1)                             | 2023.                             |
| Serie Río de La Plata (Copa Sergio Rodríguez) (1)    | 2024.                             |

### Torneos de verano AFA (1)
| Torneos de verano AFA      | Torneos de verano AFA | Torneos de verano AFA |
| Competición                | Títulos               | Subcampeonatos        |
| -------------------------- | --------------------- | --------------------- |
| Copa Ciudad de Salta (1/1) | 2018.                 | 2017.                 |

## Otras secciones deportivas

### Torneos de Divisiones Inferiores
| Campeonatos nacionales oficiales | Campeonatos nacionales oficiales          | Campeonatos nacionales oficiales |
| Competición                      | Títulos                                   | Subcampeonatos                   |
| -------------------------------- | ----------------------------------------- | -------------------------------- |
| Novena División AFA (2/0)        | Competencia 2014, Integración Norte 2015. |                                  |

| Torneos locales oficiales                                 | Torneos locales oficiales                                                                  | Torneos locales oficiales   |
| Competición                                               | Títulos                                                                                    | Subcampeonatos              |
| --------------------------------------------------------- | ------------------------------------------------------------------------------------------ | --------------------------- |
| Torneo anual de Reserva - Liga Tucumana de Fútbol (1/3)   | 2017.                                                                                      | 2015, 2016 y 2022.          |
| Cuarta división (Sub-20) - Liga Tucumana de Fútbol (/)    |                                                                                            |                             |
| Quinta división (Sub-18) - Liga Tucumana de Fútbol (/)    |                                                                                            |                             |
| Sexta división (Sub-17) - Liga Tucumana de Fútbol (2/1)   | Cláusula 2016 y 2019.                                                                      | Apertura 2016.              |
| Séptima división (Sub-16) - Liga Tucumana de Fútbol (1/3) | Clausura 2018.                                                                             | 2016, 2019 y Clausura 2022. |
| Octava división (Sub-15) - Liga Tucumana de Fútbol (6/0)  | Apertura 2016, Clausura 2016, Apertura 2017, Clausura 2018, Clausura 2019 y Clausura 2022. |                             |
| Novena división (Sub-14) - Liga Tucumana de Fútbol (3/0)  | 2016, 2017 y Clausura 2018.                                                                |                             |

### Fútbol Femenino (14/3)
| Torneos locales oficiales                                 | Torneos locales oficiales                             | Torneos locales oficiales |
| Competición                                               | Títulos                                               | Subcampeonatos            |
| --------------------------------------------------------- | ----------------------------------------------------- | ------------------------- |
| Liga Tucumana de Fútbol - Torneo Anual (9/2)              | 2006, 2013, 2015, 2017, 2018, 2019, 2022, 2023, 2024. | 2016 y 2021.              |
| Liga Tucumana de Fútbol - Torneo Apertura (3/0)           | 2019, 2023 y 2024.                                    |                           |
| Liga Tucumana de Fútbol - Torneo Clausura (2/1)           | 2006, 2024.                                           | 2019.                     |
| Liga Tucumana de Fútbol - Torneo Apertura (Reserva) (1/0) | 2024.                                                 |                           |
| Liga Tucumana de Fútbol - Torneo Clausura (Reserva) (1/0) | 2024.                                                 |                           |
| Copa Bicentenario Interprovincial (1/0)                   | 2016.                                                 |                           |

#### Participación en Copas Nacionales (2)
| # | Año                                  | Ronda            | PJ | PG | PE | PP | GF | GC | Dif |
| - | ------------------------------------ | ---------------- | -- | -- | -- | -- | -- | -- | --- |
| 1 | Copa Federal de Fútbol Femenino 2021 | Octavos de final | 1  | -  | -  | 1  | 0  | 4  | -4  |
| 2 | Copa Federal de Fútbol Femenino 2023 | Octavos de final | 1  | -  | -  | 1  | 0  | 4  | -4  |
|   | Total                                | -                | 2  | -  | -  | 2  | 0  | 8  | -8  |

#### Partidos amistosos internacionales
| Fecha                | Torneo             | Local            | Resultado | Visitante                     | Estadio                   |
| -------------------- | ------------------ | ---------------- | --------- | ----------------------------- | ------------------------- |
| 3 de febrero de 2023 | Copa Cofraternidad | Atlético Tucumán | 0 - 2     | Selección femenina de Bolivia | Complejo José Salmoiraghi |

### Futsal Femenino
| Copas Nacionales Oficiales            | Copas Nacionales Oficiales | Copas Nacionales Oficiales |
| Competición                           | Títulos                    | Subcampeonatos             |
| ------------------------------------- | -------------------------- | -------------------------- |
| Copa Federal Femenina de Futsal (2/0) | 2023, 2024.                |                            |

| Torneos regionales oficiales | Torneos regionales oficiales | Torneos regionales oficiales |
| Competición                  | Títulos                      | Subcampeonatos               |
| ---------------------------- | ---------------------------- | ---------------------------- |
| Torneo Regional - AFA (1/0)  | 2022.                        |                              |

#### Participación en torneos nacionales (1)
| # | Año                                               | Ronda | PJ | PG | PE | PP | GF | GC | Dif |
| - | ------------------------------------------------- | ----- | -- | -- | -- | -- | -- | -- | --- |
| 1 | Torneo Nacional de Clubes de Futsal Femenino 2022 |       |    |    |    |    |    |    |     |
|   | Total                                             | -     | -  | -  | -  | -  | -  | -  | -   |

### Básquet Ball Masculino
| Asociación Tucumana de Basquet Ball                          | Asociación Tucumana de Basquet Ball | Asociación Tucumana de Basquet Ball |
| Competición                                                  | Títulos                             | Subcampeonatos                      |
| ------------------------------------------------------------ | ----------------------------------- | ----------------------------------- |
| Segunda División - Asociación Tucumana de Basquet Ball (1/0) | Apertura 2018.                      |                                     |

### Vóleibol Femenino
| Federación Tucumana de Vóleibol | Federación Tucumana de Vóleibol | Federación Tucumana de Vóleibol |
| Competición                     | Títulos                         | Subcampeonatos                  |
| ------------------------------- | ------------------------------- | ------------------------------- |
| Torneo Iniciación (Damas) (1/0) | 2016.                           |                                 |

### Hockey
| Asociación tucumana amateur de hockey sobre Césped y Pista | Asociación tucumana amateur de hockey sobre Césped y Pista | Asociación tucumana amateur de hockey sobre Césped y Pista |
| Competición                                                | Títulos                                                    | Subcampeonatos                                             |
| ---------------------------------------------------------- | ---------------------------------------------------------- | ---------------------------------------------------------- |
| Zona Ascenso (Sub-18) (1/0)                                | 2016.                                                      |                                                            |
| Zona Ascenso (Sub-16) (1/0)                                | 2016.                                                      |                                                            |
| Zona Ascenso (Sub-14) (1/0)                                | 2016.                                                      |                                                            |